# Augusta Treverorum

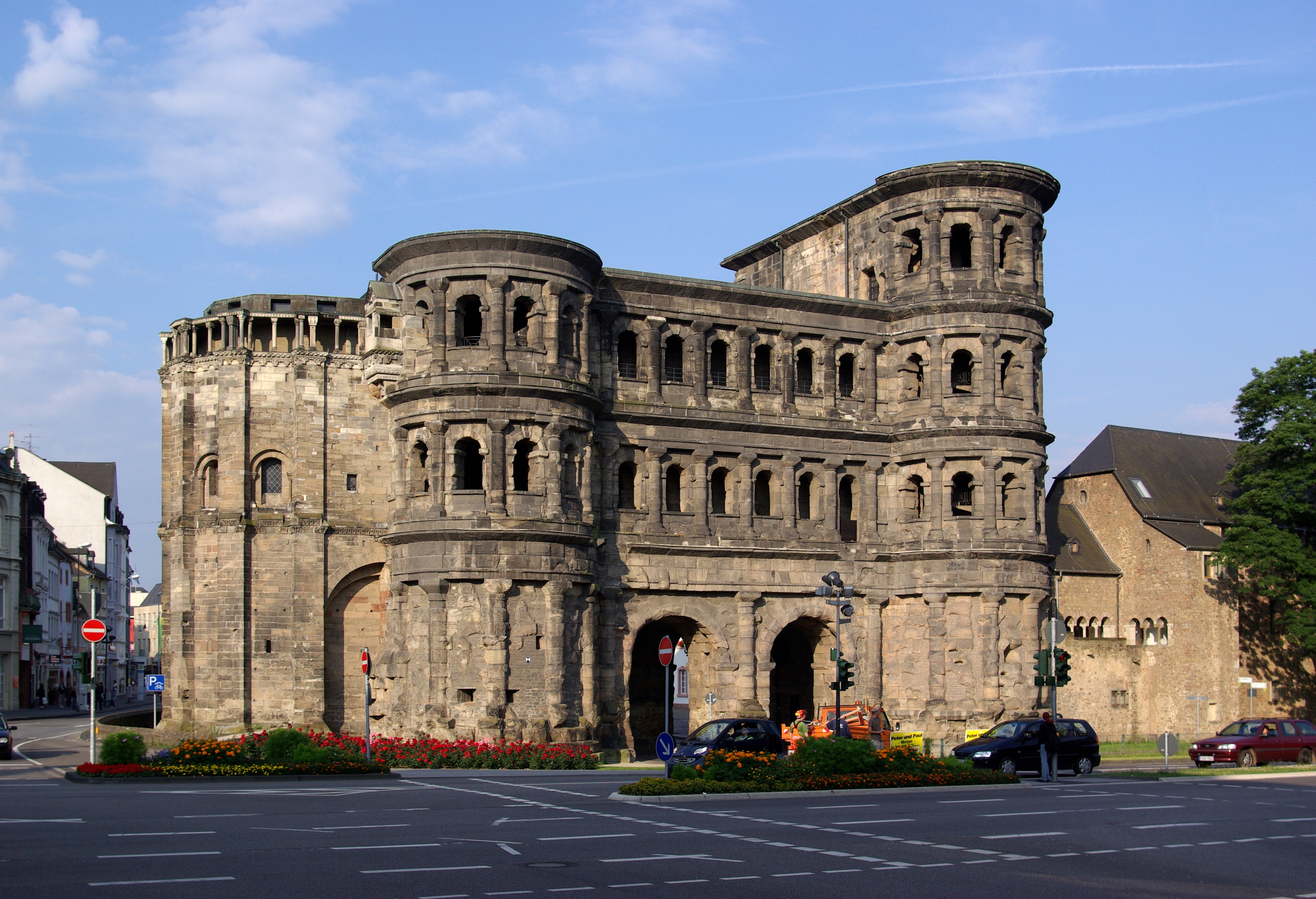
Die beiden bekanntesten Wahrzeichen des römischen Trier: die Porta Nigra …
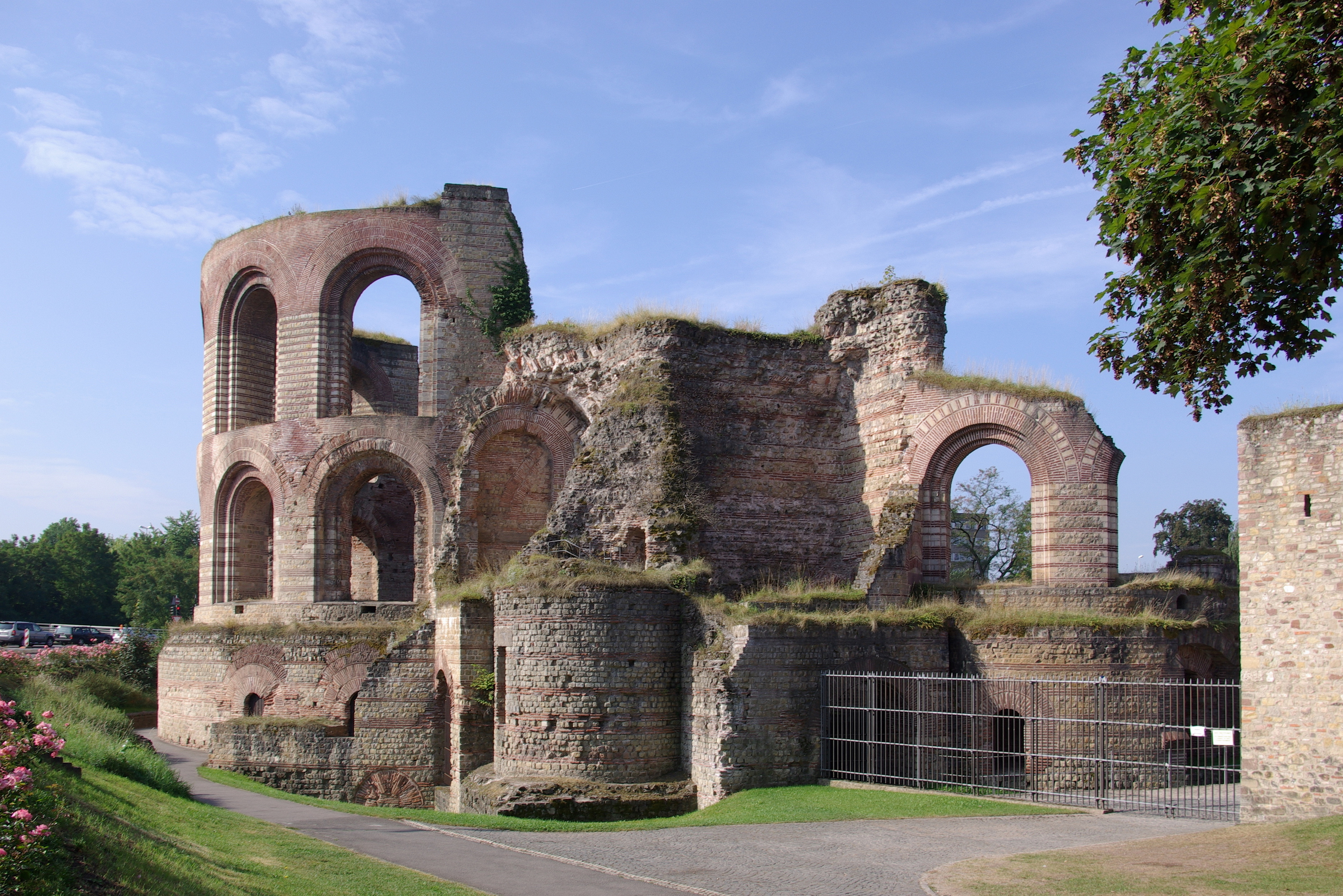
… und die Kaiserthermen

Augusta Treverorum (lateinisch für „Stadt des Augustus im Land der Treverer“) war eine römische Stadt an der Mosel, aus der das heutige Trier hervorgegangen ist.
Der Zeitpunkt der Stadtgründung wird angesetzt zwischen dem Bau der ersten Trierer Römerbrücke (18/17 v. Chr.) und der späten Regierungszeit des Augustus († 14 n. Chr.). In der Kaiserzeit bildete die colonia Trier den Hauptort der civitas der Treverer, in dem mehrere zehntausend Menschen lebten, und gehörte zur Provinz Gallia Belgica. Besondere Bedeutung erlangte das römische Trier in der Spätantike, als zwischen dem späten 3. und dem ausgehenden 4. Jahrhundert mehrere Herrscher, darunter Konstantin der Große, die Stadt als eine der westlichen Kaiserresidenzen nutzten, wovon Monumentalbauten wie die Kaiserthermen oder die Konstantinbasilika noch heute zeugen. Mit einer hohen fünfstelligen Einwohnerzahl im Jahr 300 war Augusta Treverorum, nun auch Treveris genannt (woraus sich später Trier entwickelte), die größte Stadt nördlich der Alpen und hatte damit den Status einer Weltstadt.
Die bis in die Gegenwart erhaltenen römischen Bauwerke wurden 1986 als UNESCO-Welterbe Römische Baudenkmäler, Dom und Liebfrauenkirche in Trier ausgezeichnet.

## Lage
Im Unterschied zu fast allen anderen Römerstädten im heutigen Deutschland gehörte Augusta Treverorum nicht zu einer der beiden germanischen Provinzen, sondern zu Gallien. Die Stadt liegt in einem weiten Bogen der Mosel, an dem sich zwischen dem Fluss und den umliegenden Höhen des Hunsrücks eine weite, hochwasserfreie Talebene befindet. Zwischen der Einmündung der Saar und dem Eintritt in die Talmäander der Mittel- und Untermosel ist die Trierer Talweite zwischen Konz und Schweich die größte Siedlungskammer der Region. Die Lage des Flusses dürfte sich seit der letzten Kaltzeit nicht mehr wesentlich verschoben haben. Die tief eingeschnittenen Bachläufe von Olewiger Bach/Altbach, Aulbach und Aveler Bach sorgten sowohl für Frischwasser wie auch für einen leichten Zugang zu den umliegenden Höhen. Bereits seit der Altsteinzeit wurde das Gebiet deshalb wiederholt von Menschen aufgesucht.

## Geschichte

### Vor- und frührömische Zeit
Früheste Siedlungen auf Trierer Stadtgebiet sind in der Nähe der späteren römischen Töpfereien am Pacelliufer nachgewiesen. Es handelt sich um Funde der linearbandkeramischen Kultur. Bereits in der vorrömischen Eisenzeit dürfte das Trierer Tal weitgehend gerodet und besiedelt gewesen sein. Bevor im Jahr 17 v. Chr. die erste nachweisbare römische Moselbrücke erbaut wurde, befand sich wahrscheinlich an der Stelle bereits eine Furt. In der späten Latènezeit scheint sich die Besiedlung verstreut auf dem rechten Moselufer befunden zu haben. Eine Konzentration von Siedlungsbefunden konnte bei einer Flächengrabung zwischen Mosel, St. Irminen, Ostallee und Gilbertstraße festgestellt werden.
Die bedeutenden Zentren dieser Zeit werden nicht in derartigen Talsiedlungen vermutet. Der für Trier namensgebende Stamm der Treverer ist in der Region vor allem durch bedeutende Höhensiedlungen (oppida) greifbar, darunter das Oppidum am Titelberg in Luxemburg, der Castellberg bei Wallendorf, der Ringwall von Otzenhausen oder das Oppidum auf dem Martberg.
Die kleine Siedlung war allerdings Grund genug, dass wenige Jahre nach der römischen Eroberung Galliens unter Gaius Iulius Caesar oberhalb der Trierer Talweite auf dem Petrisberg eine römische Militärstation errichtet wurde. Wenige Funde, darunter arretinische Terra Sigillata sowie ein dendrochronologisch datiertes Holzfragment weisen auf die Zeit um 30 v. Chr. Vermutet wird ein Zusammenhang mit den Straßenbaumaßnahmen Agrippas, die meist seiner ersten Statthalterschaft in Gallien in den Jahren 39/38 v. Chr. zugerechnet werden.

### Gründung

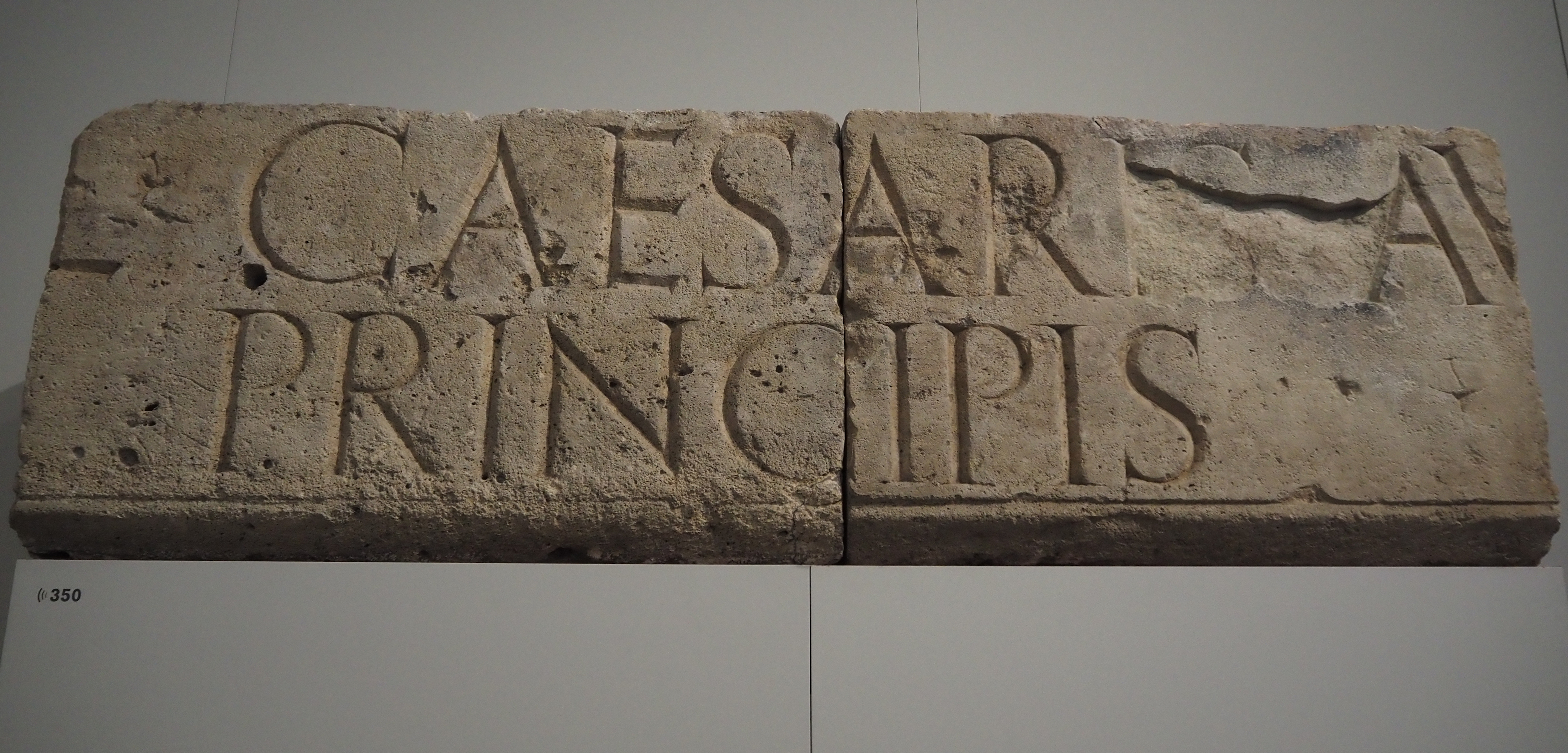
Fragmente der Monumentalinschrift für Lucius Caesar im Rheinischen Landesmuseum.

Die Stadt wurde wahrscheinlich 18/17 v. Chr. durch Kaiser Augustus gegründet, worauf in erster Linie der Name hindeutet, der aber erst in späterer Zeit belegt ist. Die Ehre, nach seinem Namen benannt zu werden, wurde im heutigen deutschen Sprachraum ansonsten nur Augusta Vindelicum (Augsburg) und Augusta Raurica (Augst) in der Nordschweiz zuteil. Der genaue Zeitpunkt ist aus den Quellen nicht zu erschließen und kann nur näherungsweise angegeben werden. Als historische Fixpunkte gelten:
- Die Neuordnung der gallischen Provinzen unter Augustus, die 27 v. Chr. mit einem Zensus begann und im Jahr 12 v. Chr. mit der Stiftung des Altars der Roma und des Augustus (ara Romae et Augusti) bei Lugdunum (Lyon) ihren Abschluss fand. Innerhalb dieses Zeitraumes wäre auch die Gründung eines Zentralortes der Treverer anzunehmen.[8]
- Die zweite Statthalterschaft Agrippas in Gallien 19 v. Chr.[9]
- Der Aufenthalt des Augustus in Gallien 16–13 v. Chr.[10]

Bedeutend eingeschränkt werden kann dieser Zeitraum durch archäologische Funde. Hier sind an erster Stelle die Gründungspfähle der ersten römischen Holzbrücke über die Mosel zu nennen. Sie belegen, dass im Rahmen der Straßenbaumaßnahmen dieser Zeit die Brücke in den Jahren 18/17 v. Chr. errichtet wurde. Fragmente einer Monumentalinschrift für die in den Jahren 2 und 4 n. Chr. verstorbenen Augustus-Enkel Lucius und Gaius Caesar zeigen, dass spätestens zum Ende der Regierungszeit des Augustus gewisse städtische Strukturen vorhanden waren, da eine solche Inschrift nur an öffentlichen Orten mit der Funktion eines Zentralortes denkbar ist. Eine Auswertung der frührömischen Funde aus dem Stadtareal hat gezeigt, dass mit einer flächigen Besiedlung nicht vor spätaugusteischer Zeit (Halternhorizont) zu rechnen ist. Dies fällt zusammen mit der Aufgabe der Siedlung auf dem Titelberg, so dass hier möglicherweise eine Übertragung des administrativen Stammeszentrums der Treverer vorliegt. Ähnliche Bauprogramme lassen sich in der gesamten Gallia Belgica und benachbarten Regionen an Rhein und Donau in dieser Zeit nachweisen.

### Frühe und hohe Kaiserzeit
Die Maßnahmen des Augustus in den gallischen Provinzen umfassten die Dreiteilung der bisherigen Gallia comata in die neuen Provinzen Gallia Aquitania, Gallia Lugdunensis und Gallia Belgica, wobei Trier Teil der Letzteren mit der Hauptstadt Durocortorum Remorum (Reims) wurde. Trier war Sitz des für die Belgica und später auch für beide germanischen Provinzen zuständigen Finanzprokurators (procurator provinciae Belgicae et utriusque Germaniae).
Während über die Siedlung zur Zeit der Gründung nur unsichere Angaben gemacht werden können, ist im 1. Jahrhundert die Entwicklung zu einer planmäßigen Koloniestadt gut erkennbar. Das Straßennetz weicht in den nördlichen und südlichen Außenbezirken stärker vom regelmäßigen Zuschnitt der Insulae ab, so dass sich für den Kernbereich eine quadratische Gründungsstadt mit der Breite von drei Insulae ergibt. In Flussnähe wurde gegen Ende des 1. Jahrhunderts eine erhebliche Anschüttung vorgenommen, um hochwasserfreie Nutzflächen zu gewinnen. Mehrere Pfeiler der Moselbrücken wurden dabei zugeschüttet. Ebenfalls am westlichen Brückenkopf der Pfahlrostbrücke befand sich ein triumphbogenähnliches Tor.

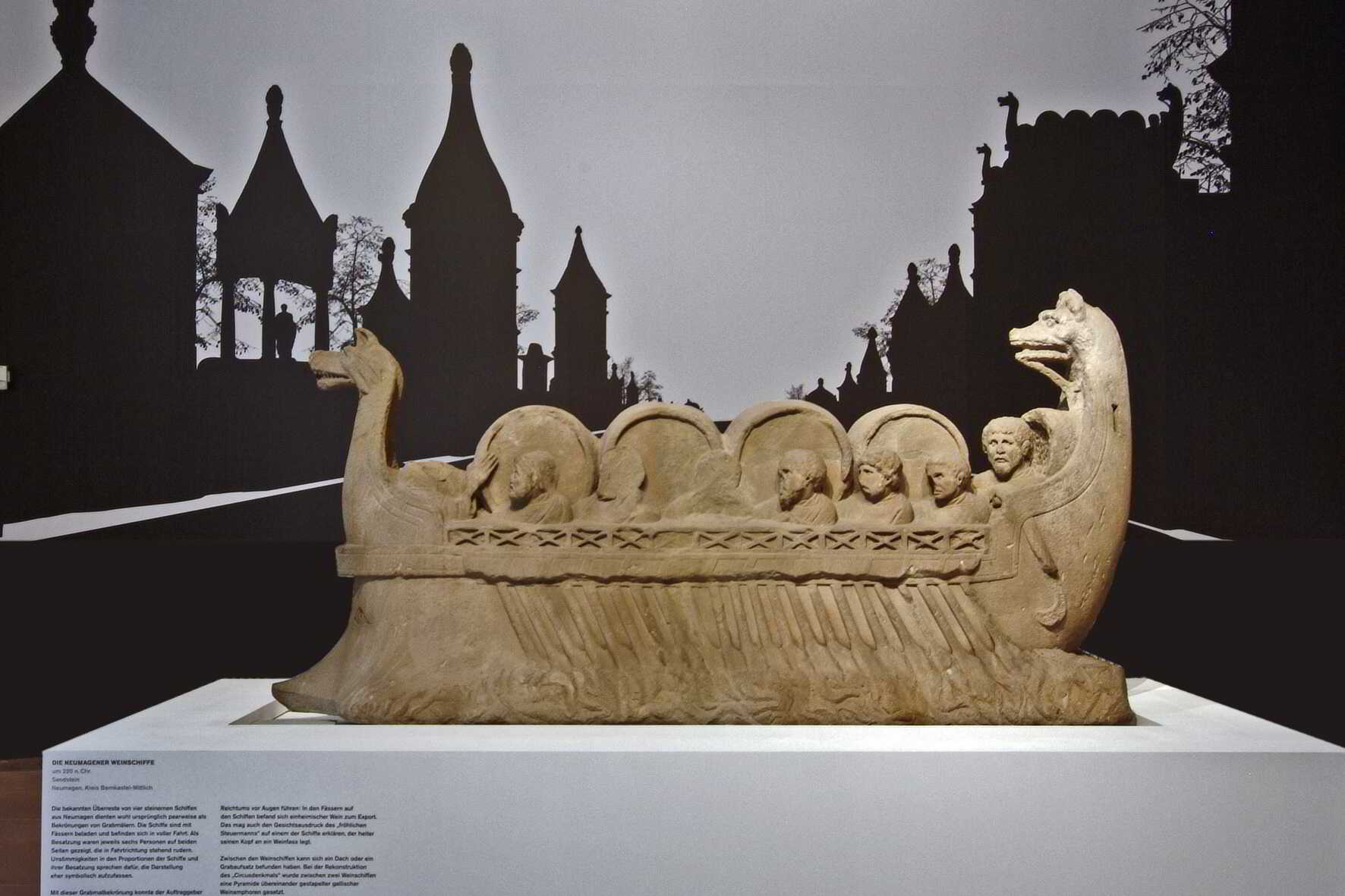
Neumagener Weinschiff im Rheinischen Landesmuseum Trier

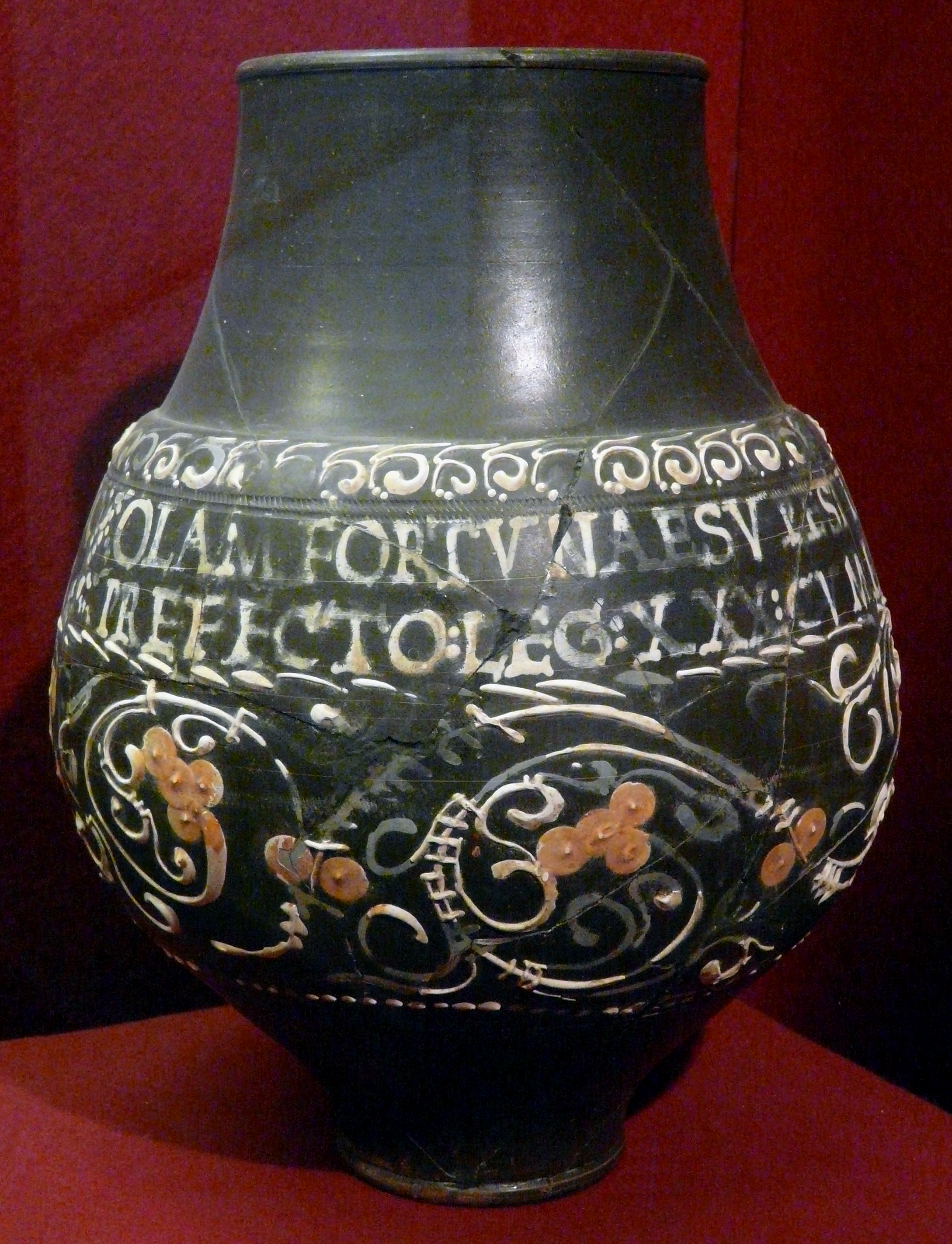
Trierer Spruchbecher, Fundort Krefeld-Gellep (Gelduba)

Die früheste Erwähnung der Steinbrücke über die Mosel lässt sich dem Bericht des Tacitus über den Bataveraufstand des Jahres 69 n. Chr. entnehmen. Tacitus erwähnt ebenfalls, dass es sich bei Trier um eine Koloniestadt handele (colonia Trevirorum). Vermutlich hatte die Stadt ähnlich wie Köln diesen privilegierten Status unter Kaiser Claudius erhalten. Als terminus post quem kann ein Meilenstein aus Buzenol aus dem Jahr 43/44 n. Chr. gesehen werden, der Trier nur als Aug(usta), nicht als colonia bezeichnet. Mit der Koloniegründung war hier aber anders als in Köln keine Ansiedlung von Legionsveteranen, also römischen Bürgern, verbunden. Es gibt daher im Grunde zwei verschiedene Ansichten über die Art des Trierer Koloniestatus. Eine Deutung geht von einer reinen Titularkolonie aus; mit dem Titel colonia sei hier also anders als im Falle einer regulären colonia keine Verleihung der civitas Romana an alle freien Einwohner verbunden gewesen. Gegner dieser These haben darauf hingewiesen, dass es für solche Verleihungen ehrenhalber keine Belege gebe, und vermuten stattdessen eine Verleihung des ius Latii. Unklar ist zudem, ob Tacitus die Bezeichnung rechtlich präzise oder nur als allgemeine Charakterisierung verwendete.
Nicht ganz gesichert ist damit die Rechtsstellung der Stadtbewohner und der Stammesgemeinde der Treverer in der Kaiserzeit. Es fällt auf, dass einerseits die Bezeichnung als Treverer (Treveri oder cives Treveri) in Inschriften weiterhin verwendet wird, was keinen Schluss auf das Bürgerrecht zulässt. Andererseits legen Erwähnungen der Stadt (colonia) und der Stammesgemeinde (civitas) nahe, dass beide parallel existiert haben könnten. Unabhängig von der Rechtsstellung der Treverer und ihrer civitas war die Stadt Trier als ihr Hauptort ein integrierender Bestandteil der Romanisierung. Bereits in den 40er Jahren des ersten Jahrhunderts erwähnt der Geograph Pomponius Mela Trier als blühende, reiche Stadt (urbs opulentissima). Der Wert dieser Nachricht ist allerdings umstritten, da Mela sich noch an der Dreiteilung Galliens aus Caesars Gallischem Krieg orientiert und bedeutende Städte wie Lugdunum oder Köln nicht erwähnt.
Der archäologische Befund bezeugt jedoch, dass der Ort im 1. Jahrhundert einen raschen Aufschwung nahm. Es wurden zahlreiche Bauten errichtet, so etwa um 80 die Thermen am Viehmarkt oder um 100 das Amphitheater. In der Mitte des zweiten Jahrhunderts waren die Thermen am Viehmarkt bereits zu klein geworden, so dass man über die Fläche mehrerer Insulae die Barbarathermen erbaute. Sie galten in ihrer Zeit als einer der größten Thermenbauten im Römischen Reich. Unter Mark Aurel und Commodus entstand ab 170 die Stadtbefestigung und damit das Nordtor, die Porta Nigra, was die Bedeutung der Stadt im 2. und 3. Jahrhundert unterstreicht. Möglicherweise stehen die Baumaßnahmen im Zusammenhang mit der Erhebung der Stadt zur Provinzhauptstadt der Gallia Belgica. Der Zeitraum, wann Trier Reims in dieser Funktion ablöste, kann nicht genauer angegeben werden als vor der Mitte des 3. Jahrhunderts.
Grundlage des Aufstiegs der Stadt war, neben der verkehrsgünstigen Lage an der Mosel und den ins Innere Galliens führenden Straßen, Handel und Gewerbe. Die Trierer Terra Sigillata-Manufakturen erlangten neben den Töpfereien von Rheinzabern (Tabernae) im späten 2. und 3. Jahrhundert eine marktbeherrschende Stellung. Die zugehörigen Werkstätten befanden sich vorwiegend südöstlich der Stadt am Pacelliufer. Ebenfalls sehr beliebt waren in den Nordwestprovinzen des römischen Reichs die sogenannten Trierer Spruchbecher, engobierte Becher, die mit Trinksprüchen beschriftet waren. Gelegentlich sind Hinweise für Handwerk und Gewerbe auf Steindenkmälern erhalten, mit denen sich städtische Eliten repräsentierten. Einen Hinweis auf das Gewerbe gibt die Igeler Säule, Grabdenkmal der Tuchhändler-Familie Secundinius, auf deren Reliefs verschiedene Tätigkeiten der Tuchherstellung und des Handels dargestellt sind. Bereits in der Römerzeit dürfte der Anbau und Handel mit Wein eine nicht unwesentliche Rolle gespielt haben, worauf unter anderem das Neumagener Weinschiff verweist.
Im Bürgerkrieg der Jahre 193 bis 197 (Zweites Vierkaiserjahr) belagerten Truppen des Clodius Albinus Trier, das auf der Seite seines Rivalen Septimius Severus stand. Die Stadt konnte dem Angriff standhalten und wurde schließlich durch ein aus Mainz herangeführtes Heer entsetzt, dem die Stadt später in einer erhaltenen Inschrift dankte. Sowohl der Fund eines großen Münzschatzes aus dem Jahr 196/197 als auch der Umstand, dass die Arbeiten an der Porta Nigra offenbar nie ganz abgeschlossen wurden, werden mit dieser Belagerung in Verbindung gebracht. Zu vermuten ist allerdings, dass der letztlich siegreiche Severus die Stadt, wie es in solchen Fällen üblich war, im Anschluss für ihre Treue belohnte. Von den Germaneneinfällen während der so genannten Reichskrise des 3. Jahrhunderts, die zur Aufgabe des Obergermanisch-Raetischen Limes führten (Limesfall), blieb Trier aufgrund seiner Lage im Hinterland lange Zeit verschont. Residenz des in den Wirren der Krise entstandenen Gallischen Sonderreiches wurde zunächst Köln. In den letzten Jahren des Sonderreiches wurde die Residenz aber zwischen 271 und 274 unter Tetricus nach Trier verlegt, das wegen seiner Lage sicherer war. Da sich die Stadt dabei als Kaiserresidenz und Verwaltungszentrum bewährt zu haben scheint, wies diese Maßnahme in die Zukunft. Bald nach dem Tod Kaiser Aurelians im Jahr 275 wurde die Stadt aber zunächst von marodierenden Franken und Alamannen geplündert und teilweise zerstört.

### Spätantike
Zwischen 293 und 401 war Trier dann einer der wichtigsten Orte im Westen des Römischen Reiches. Durch die diokletianischen Reformen wurde die Stadt zum Sitz des praefectus praetorio Galliarum und damit Verwaltungszentrale der Diocesis Galliarum, die das heutige Westeuropa und Teile Nordafrikas umfasste. Die Provinz Belgica wurde aufgeteilt und Trier zur Hauptstadt der dadurch entstandenen Belgica prima. Während der Tetrarchie wählte zunächst der Caesar Constantius I. im Jahr 293 Trier zu seiner Residenz. Später wurde es von seinem Sohn Konstantin I., der sich zwischen 306 und 324 für mehrere Jahre in der Stadt aufhielt, repräsentativ ausgebaut. Um seinen – der eigentlichen Thronfolgeregelung widersprechenden – Machtanspruch propagandistisch zu festigen, ließ Konstantin eine (auch nach spätantiken Maßstäben) monumentale Palastanlage nach dem Vorbild des Palatin in Rom errichten. Zur Legitimation seiner Herrschaft diente ihm dabei unter anderem die Vergöttlichung seines Vaters, der in einem Mausoleum nahe der heutigen Kirche St. Maximin beigesetzt wurde. Ebenfalls in diese Zeit fällt der Baubeginn der Kaiserthermen sowie der Palastaula, bei der es sich um das größte bekannte Exemplar dieses Bautyps handelt. Am Moselufer in der Nähe von St. Irminen wurde zudem eine große Doppelspeicheranlage (horreum) aus dem 4. Jahrhundert entdeckt.
Angelockt vom Kaiserhof und den im Umfeld stationierten comitatenses ließen sich viele Menschen in der Stadt nieder, die Einwohnerzahl dürfte sich vervielfacht haben. Genaue Zahlen sind wegen mangelnder Kenntnis über das bebaute Areal innerhalb der Stadtmauern nicht zu ermitteln. Für die mittlere Kaiserzeit geht man von rund 20.000 Einwohnern aus, von denen etwa 18.000 im Trierer Amphitheater Platz gefunden hätten. Der im 4. Jahrhundert erbaute Circus fasste hingegen mindestens 50.000, vielleicht sogar 100.000 Besucher, doch kann in beiden Fällen nicht gesagt werden, ob man bei der Planung dieser Gebäude Rücksicht auf die Bevölkerung des Umlandes nahm. Mehr als 100.000 Menschen werden auch im 4. Jahrhundert kaum in Trier gelebt haben; andere Überlegungen gehen sogar davon aus, dass auch in der Spätantike eine Bevölkerung von mehr als 30.000 Menschen in dieser Gegend kaum zu versorgen gewesen wäre. Nach dem Abzug des kaiserlichen Hofes und der Prätorianerpräfektur im frühen 5. Jahrhundert dürfte die Bevölkerung der Stadt recht rasch auf zuletzt vielleicht 10.000 Menschen gesunken sein.

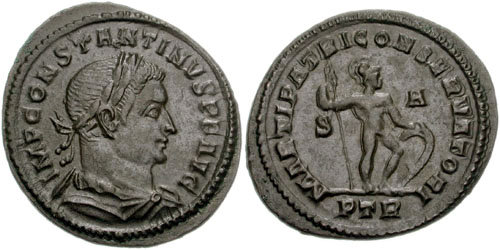
Follis des Konstantin, Münzstätte Trier

Konstantins Sohn Konstantin II. residierte hier von 328 bis zu seinem Tod 340, der Usurpator Decentius von 351 bis 353. Erneut war Treveris dann von 367 bis 388 Residenz römischer Kaiser (Valentinian I., Gratian, Magnus Maximus); zuletzt residierte hier um 390 noch einmal der junge Valentinian II. Auch in der Literatur dieser Zeit fand diese Blütezeit ihren Niederschlag. In Trier wirkten die kaiserlichen Erzieher Lactantius (um 317) und Ausonius (367–388), Letzterer setzte der Landschaft in seiner Mosella ein literarisches Denkmal. Unter Ausonius erreichte auch die Trierer Hochschule ihre größte Bedeutung. Sie gehörte zu den bedeutendsten Schulen im Westreich, übertroffen nur von der Schule in Burdigala (Bordeaux). Zwar liegen über sie einige Schriftquellen vor, ein genaues Bild lässt sich über die Schule aber nicht gewinnen. Auch der Kirchenvater Athanasius lebte ab 335 eine Weile in Trier, wenngleich unfreiwillig. Der bedeutendste Sohn der spätantiken Stadt war Ambrosius von Mailand.
Durch die Anwesenheit des Verwaltungs- und Militärpersonals, des Hofstaats und der Münzprägestätte stieg die Bedeutung Triers im 4. Jahrhundert. Im Umland der Stadt entstanden mehrere palastartige Villenanlagen, die dem Kaiserhaus oder hohen Beamten zugeschrieben werden, etwa das Palatiolum in Trier-Pfalzel. Der Nachteil dieser Entwicklung lag in einer erheblichen Zwangswirtschaft zur Versorgung der Stadt und des Hofes; der Abzug der Institutionen um 400 hinterließ eine nicht zu schließende Lücke. Die Nähe zur Kaiserresidenz bedeutete in dieser Zeit eine gewisse Sicherheit; in anderen Teilen des Römischen Reichs waren die Villae rusticae wie die gesamte ländliche Besiedlung stark bedroht, so dass nur noch die befestigten Städte der provinzialrömischen Bevölkerung Schutz boten.
Im frühen 5. Jahrhundert, einige Jahre nach der Verlegung des Hofes nach Mediolanum und dem Tod Theodosius’ I. (395), wurde auch die gallische Prätorianerpräfektur von Trier nach Arelate (heute Arles) verlegt (spätestens 418). Mit dem Abzug dieser bedeutenden Wirtschaftsfaktoren begann der endgültige Niedergang der einst bedeutenden Römerstadt. Bestehen blieb lediglich die bischöfliche Verwaltung, mit der das Christentum Träger der Kontinuität römischer Kultur wurde, gestützt durch die weiterhin einflussreiche gallorömische Oberschicht. Nach mehrfacher Zerstörung und Plünderung fiel die Stadt um 480 endgültig an die Franken. Die römische Herrschaft in Nordgallien bestand zu dieser Zeit nur noch nominell: Während bis dahin im Raum von Trier der romanisierte Franke Arbogast regierte, bestand das von Aegidius nach 461 in Nordgallien errichtete gallorömische Sonderreich unter seinem Sohn Syagrius noch bis 486/487 fort.

#### Trier als Bischofssitz
Den frühesten Fixpunkt für einen Bischofssitz in Trier stellt das Jahr 314 dar, als der Bischof Agritius an der Synode von Arles teilnahm. Trier ist damit der älteste nachgewiesene Bischofssitz auf deutschem Boden. Möglicherweise hatte Agritius bereits mehrere Vorgänger, die allerdings nur in wenig glaubwürdigen mittelalterlichen Quellen überliefert sind. Von dem spätantiken Bischofssitz zeugen noch heute die Großbauten des Trierer Doms und der Liebfrauenkirche sowie die großen vorstädtischen Kirchen St. Maximin, St. Paulin und St. Matthias. Sie erhielten ihre Namen von weiteren frühen Trierer Bischöfen, um deren Grablegen sich große frühchristliche Gräberfelder entwickelten.
Durch zeitgenössische Schriftquellen sind Trierer Bischöfe wie Agritius in den großen kirchenpolitischen Auseinandersetzungen des 4. Jahrhunderts erwähnt. Durch die Position in der Nähe zur Kaiserresidenz kam ihnen eine besondere Bedeutung zu. Entsprechend sind Verbindungen prominenter Kirchenmänner dieser Zeit wie Athanasius, Ambrosius und Martin von Tours zum Trierer Bischofssitz zu verschiedenen Anlässen belegt. Um 370 hielt sich Hieronymus zu Studien in Trier auf.

#### Reichsmünzstätte

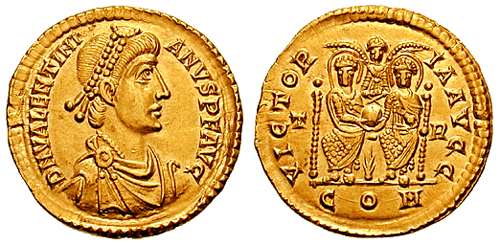
Solidus des Valentinian II., Münzstätte Trier

Nach dem Fund mehrerer Inschriften könnte vermutet werden, dass bereits die gallischen Usurpatoren in Trier Münzen schlagen ließen. Die Zuweisung der gallischen Prägungen an Trier ist jedoch problematisch; gesichert ist die Prägung von Reichsmünzen in der Münzstätte Trier erst ab 293/294, unter dem Caesar Constantius I. Die Trierer Münzstätte gehörte zu den wichtigsten Prägestätten des spätantiken Reiches. Während knapp 150 Jahren wurden in Trier 39 Kaiser, Usurpatoren, Kaiserinnen und Kaisersöhne auf Münzen geprägt, darunter alle im Westteil regierenden Kaiser mit Ausnahme Jovians. Bekannt sind mehr als 520 Gold-, 310 Silber- und 1250 Bronzemünzentypen mit verschiedenen Vorder- und Rückseiten. Trierer Prägungen waren meist durch die Buchstabengruppe TR gekennzeichnet.
Die spätesten nachweisbaren Prägungen der Trierer Reichsmünzstätte stammen von dem Usurpator Eugenius (392–394). Umstritten ist, ob noch Prägungen unter Honorius (395–423) stattgefunden haben, da Eichgewichte mit dem Namen des Kaisers gefunden wurden, jedoch bislang keine entsprechenden Münzen dazu bekannt sind.

### Fränkische Zeit
Zwischen 410 und 435 wurde Trier viermal von fränkischen Kriegern gebrandschatzt; eine Strafexpedition, die der römische Feldherr Flavius Castinus um 421 durchführte, brachte nur vorübergehende Entlastung. Die mit dem schrittweisen Zusammenbruch der römischen Herrschaft verbundenen häufigen kriegerischen Ereignisse und wechselnde Machtverhältnisse veränderten das Siedlungsbild im 5. Jahrhundert nachhaltig. Verfüllungen der unterirdischen Bedienungsanlagen in den Kaiser- und Barbarathermen belegen, dass der Betrieb in der ersten Hälfte des Jahrhunderts aufgegeben wurde. Auch die Ruwerwasserleitung konnte nicht mehr instand gehalten werden und wurde aufgegeben. Die bisherigen städtischen Wohnquartiere wurden zunächst nur noch in kleineren Teilen genutzt. Große Teile des Grabens vor der nordöstlichen Stadtmauer wurden verfüllt, weil sie aufgrund ihrer Größe nicht mehr zu verteidigen war. Als Zuflucht der Bevölkerung dienten vermutlich die Großbauten der ehemaligen Kaiserresidenz. Bemerkungen bei Salvian von Marseille deuten aber darauf hin, dass in der ersten Hälfte des 5. Jahrhunderts noch eine kaisertreue Oberschicht in Trier existierte.
Nach der Mitte des 5. Jahrhunderts sind die archäologischen Funde äußerst spärlich und beschränken sich meist auf Kirchengebäude wie die Doppelkirchenanlage Dom/Liebfrauen und die Kirche St. Maximin, wo eine lückenlose Abfolge vom spätantiken Coemeterialbau zur frühmittelalterlichen Kirche nachweisbar ist. Weiterhin genutzt wurden die Gräberfelder südlich und nördlich der Stadt, wobei das Namensmaterial der frühchristlichen Inschriften einen hohen romanischen Bevölkerungsanteil aufweist. Das Trierer Bistum blieb kontinuierlich besetzt.
Funde der älteren Merowingerzeit sind im Stadtgebiet selten. Im Altbachtal ist seit dem 7. Jahrhundert ein kleiner Weiler nachweisbar, der teilweise auf den antiken Ruinen aufbaut. Während sich die Funde des 6. Jahrhunderts auf Einzelfunde und den Bereich der Heiligen- und Reliquienverehrung um die vorstädtischen Kirchen beschränkte, ist seit der jüngeren Merowingerzeit mit einem Anstieg der Bevölkerung zu rechnen. Im Stadtkern blieb das römische Straßennetz teilweise bestehen, bis sich im Mittelalter an der Domburg der Markt etablierte.

## Stadtanlage

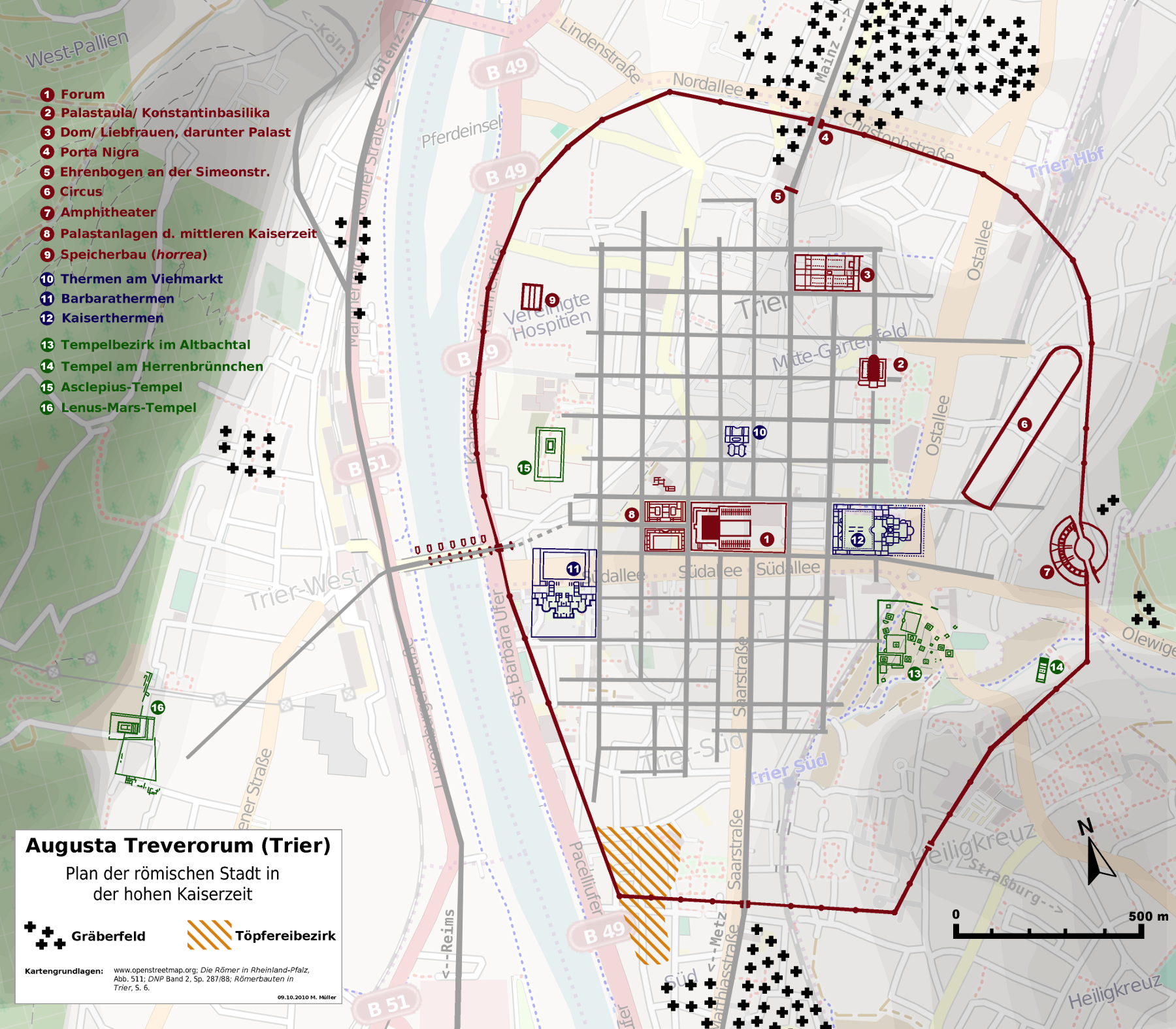
Stadtplan Triers in der römischen Kaiserzeit. Die Nord-Süd-Achse, der cardo maximus verlief in etwa entlang der heutigen Saarstraße von der Porta Nigra zur Porta Media. Der decumanus maximus entspricht den heutigen Straßenverlauf von der Römerbrücke zu den Kaiserthermen

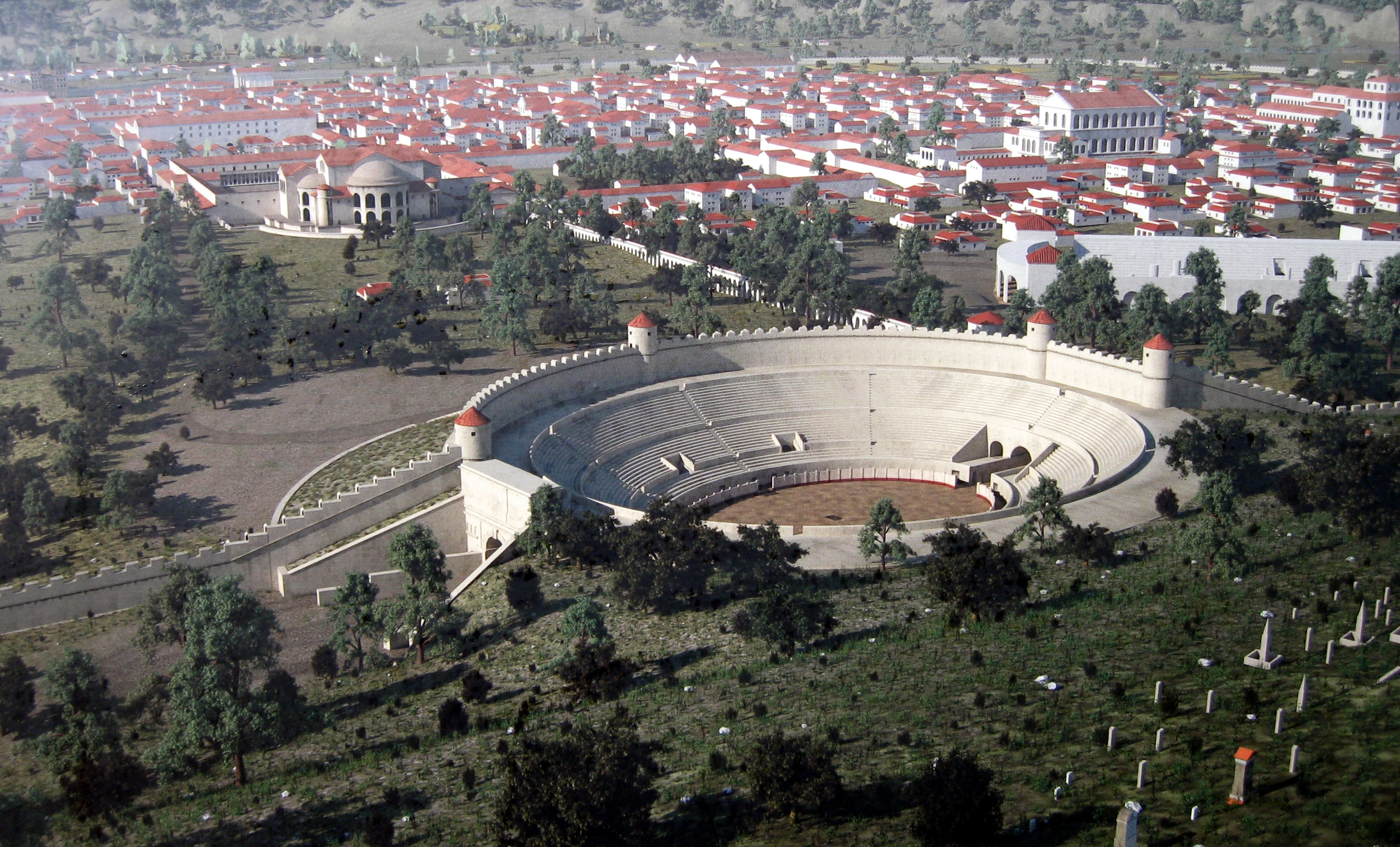
Blick auf die spätantike Stadt von Südosten
Rekonstruktion: Dießenbacher Informationsmedien

Durch die naturräumliche Lage war die Form der römischen Stadt weitestgehend vorgegeben. Der Decumanus maximus orientierte sich an der Verbindung von der Moselbrücke zum Olewiger Tal. Er wurde allerdings um 100 durch den Bau des Forums durchschnitten, wobei der Durchgangsverkehr auf die nördliche und südliche Parallelstraße ausweichen musste. Das erklärt wahrscheinlich auch die Verlegung der Moselbrücke beim Neubau der Steinpfeilerbrücke um 25 m stromaufwärts gegenüber der früheren Pfahlrostbrücke sowie den kleineren Zuschnitt der insulae entlang des Decumanus. Ein Raster rechtwinklig angelegter Straßen ergab insulae zwischen 70 und 100 Meter Breite und eine Länge von meist 100 Meter. Im Kernbereich war der Zuschnitt regelmäßiger, während mit dem Wachstum der Stadt im 1. und 2. Jahrhundert in den Außenbezirken der Flächenzuschnitt variierte und gelegentlich mehrere insulae zu einer langrechteckigen zusammengefasst wurden. Auch wiesen die Straßen im Kernbereich bis zu 17 künstliche Aufhöhungen auf, während in den Außenbezirken nur eine bis vier solcher Erhöhungen nachweisbar sind. In den repräsentativeren Siedlungsbereichen wurden sie im 4. Jahrhundert mit Kalksteinplatten oder polygonalen Basaltplatten belegt.
In den Außenbezirken der Stadt, vorwiegend südlich und in Nähe zur Mosel, befanden sich handwerkliche Betriebe. Sie waren auf die Nähe zur Wasserstraße für den Güterverkehr angewiesen. Neben den erwähnten Töpfereien gehören dazu Textilmanufakturen, metallverarbeitende Betriebe und Produktionsstätten für Glaswaren. Nur schwer lässt sich der Tempelbezirk im Altbachtal in das regelmäßige Siedlungsraster einpassen. Die Lage des vom 1. bis zum 4. Jahrhundert durchgehend genutzten Areals war bestimmt durch die dortigen Bachläufe, Quellen und dazugehörigen Taleinschnitte.
Die Wohngebäude der Stadt bestanden zunächst aus Fachwerkbauten. Die frühesten Steingebäude wurden nachgewiesen im Areal der späteren Kaiserthermen. Nach mehreren Umbauphasen und teilweise prächtiger Ausstattung mit Mosaiken und Wandmalerei wurden sie nach 293 n. Chr. für den Bau der Thermen abgerissen. Die Abfolge der Ausbauphasen, zunächst in Holz-Fachwerk-Bauweise, ab dem späten 1. Jahrhundert Kalkstein und schließlich roter Sandstein, ist an vielen privaten Gebäuden zu beobachten, so auch an einem Wohnkomplex, der in der Nähe von St. Irminen 1976/1977 aufgedeckt wurde. Zu diesem gehörte auch eine kleine Badeanlage, welche die typische Raumgliederung römischer Bäder in Kaltbad (frigidarium), Laubad (tepidarium) und Heißbad (caldarium) aufwies. Die Häuser erhielten im Laufe der Zeit eine luxuriöse Ausstattung mit Wandmalereien, Mosaiken, opus-signinum- oder ornamentierten Ziegelplattenböden. Für die Dachdeckung wurden Ziegel oder Schiefer verwendet.

### Forum
Das Forum der Stadt befand sich am Kreuzungspunkt von decumanus maximus und cardo maximus. Über die Frühzeit der Anlage können nur wenige Aussagen getroffen werden. In vespasianischer Zeit wurde es stark erweitert, sodass es sechs Quartierflächen beiderseits der W-O-Achse der Stadt mit einer Größe von 140 × 278 m einnahm. Bei der Erweiterung wurden einige private Wohnquartiere planiert sowie die benachbarten Thermen am Viehmarkt der Anlage hinzugefügt. Am westlichen Ende des Forums befand sich eine Basilika (100 × 25 m), welche die gesamte Breite des Platzes einnahm. Östlich davon lagen beiderseits eines langrechteckigen Platzes entlang der Hauptstraße Portiken mit unterirdischer Kryptoportikus und Ladengeschäfte.

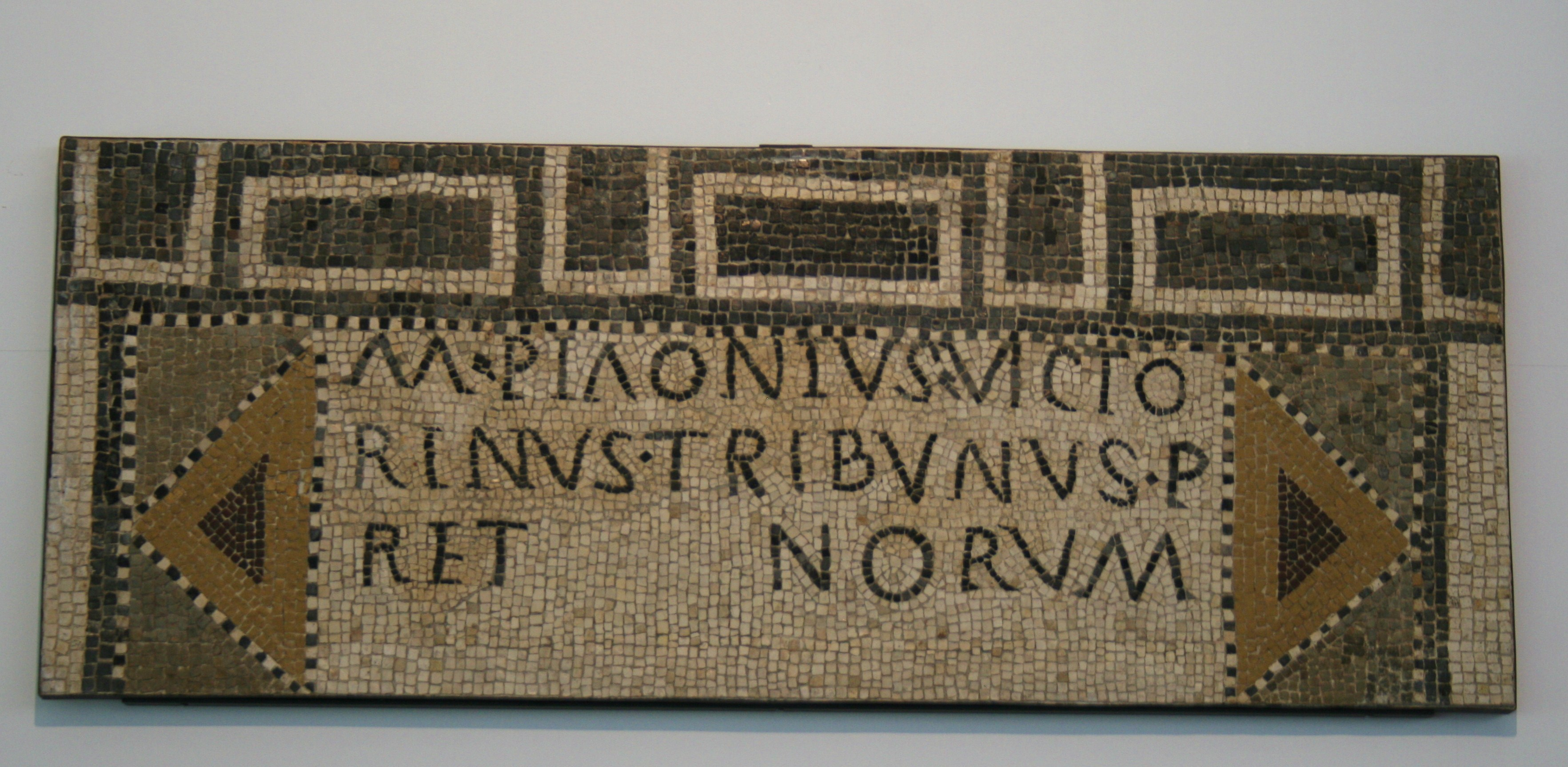
Victorinus-Mosaik mit Inschrift

Auf beiden westlich des Forums gelegenen insulae wurde zunächst frühe Wohnbebauung des 1. Jahrhunderts festgestellt. Sie wurde in der nördlichen insula (unter dem heutigen Stadttheater) im 3. Jahrhundert durch ein vornehmes Stadthaus ersetzt. Es besaß einen großen Innenhof mit Säulengang (Peristylhaus) sowie eine reiche Ausstattung mit Marmorvertäfelungen, Wandmalereien und Mosaiken. Die Inschrift auf einem dieser Mosaike weist es als Wohnhaus des Prätorianer-Tribunen Victorinus, des späteren Kaisers des Gallischen Sonderreichs, aus. Mächtige Mauerzüge auf den beiden südlichen insulae lassen sich in dieser Phase zu symmetrisch anschließenden Bauten ergänzen, sodass hier öffentliche Gebäude vermutet werden.

### Stadtbefestigung
Bereits die Stadt des 1. Jahrhunderts n. Chr. besaß Torbögen an den Grenzen der zivilen Bebauung, die aber keinen fortifikatorischen Charakter hatten, sondern als Triumph- oder Ehrenbögen gestaltet waren. Fundamente solcher Bauten konnten archäologisch am stadtseitigen Brückenkopf der Moselbrücke, zwischen Simeon- und Moselstraße sowie als verbauter Rest in einem Bogen der Kaiserthermen nachgewiesen werden. Sie bildeten vermutlich den Abschluss der Gründungsstadt des 1. Jahrhunderts noch vor der Erbauung von Circus und Amphitheater.
Die 6418 m lange römische Stadtmauer umschloss dann eine Fläche von 285 ha. Früher nahm man oft an, sie sei erst im 3. Jahrhundert errichtet worden, als Bürgerkriege und plündernde Germanen die Städte Galliens bedrohten. Heute hingegen herrscht Konsens, dass die Stadtmauer bereits im letzten Viertel des 2. Jahrhunderts gebaut wurde. Diese Datierung ergibt sich unter anderem daraus, dass sie im Norden an der Porta Nigra Teile des dortigen Gräberfeldes durchschneidet. Die spätesten Bestattungen innerhalb der Mauern datieren in das dritte Viertel des 2. Jahrhunderts. (Die Römer bestatteten ihre Toten grundsätzlich außerhalb der Stadtmauern, die Gräber müssen also älter als die Mauer sein.) Kleinfunde im Mauerbereich weisen auf das späte 2. Jahrhundert. Im Süden durchtrennt die Mauer den Töpfereibezirk, der aber im 3. Jahrhundert beidseitig der Mauer weiter produzierte. Markierungen an den Steinen der Porta Nigra verweisen zudem auf Kaiser Mark Aurel (161–180) und seinen Sohn Commodus (180–192). Die Anlage scheint verteidigungsbereit gewesen zu sein, als Clodius Albinus’ Truppen die Stadt 195 vergeblich attackierten.
Die Mauer wurde als typisches römisches Gussmauerwerk errichtet. Der Kern bestand aus Schiefer, kleinen Steinen und reichlich Mörtel, während außen Sand- oder Kalksteinquader vorgeblendet wurden. Die Höhe des Laufgangs lässt sich anhand der erhaltenen Mauerausgänge an der Porta Nigra auf 6,2 m rekonstruieren. Die Breite betrug im Fundamentbereich bis zu 4 Meter, reduzierte sich zum Abschluss auf bis zu 3 Meter. Regelmäßig waren runde Türme eingefügt, die sich meist an den Enden der Straßenfluchten befanden. Die insgesamt 48 oder 50 Türme der Trierer Stadtmauer sprangen dabei noch an beiden Seiten gleichmäßig aus der Mauer hervor. Spätere römische Befestigungen besaßen dagegen meist weit nach außen vorspringende Türme, die es erlaubten, die seitlichen Mauerbereiche besser zu schützen und Angreifer ins Kreuzfeuer zu nehmen. Auch die Form der Türme deutet also auf eine Erbauung im späten 2. Jahrhundert hin.
Die moderne Forschung geht zumeist davon aus, dass die Trierer Stadtmauer – ähnlich wie die vieler anderer römischer Städte im überwiegend friedlichen 1. und 2. Jahrhundert – nicht errichtet wurde, um auf eine konkrete Bedrohung zu reagieren; sie war weniger eine militärische Anlage als ein Prestigeprojekt, das die Bedeutung des Ortes unterstreichen sollte.
Von der Mauer sind lediglich im Norden und entlang der Mosel kleinere Abschnitte erhalten, die in die spätere mittelalterliche Stadtmauer integriert wurden (Schießgraben, an der Berufsschule; Keller des Hauses Schützenstraße 20, von außen einsehbar). In den südlichen Abschnitten wurde sie bis auf das Fundament ausgebrochen. An der Langstraße ist ein Teil auf der Länge von 70 m zugänglich.
Die Stadtmauer besaß insgesamt fünf Torbauten, von denen einige wie die Porta Nigra sehr aufwendig gestaltet waren und zur Zeit ihrer Errichtung bereits den später verbreiteten Bautyp der Torburg vorwegnahmen. Das südliche Tor (Porta Media) gegenüber der Porta Nigra wurde bereits im Mittelalter abgebrochen, weshalb von ihm nur Fundamente bekannt sind. Das Westtor an der Moselbrücke wurde im Mittelalter weiter benutzt und trug zu dieser Zeit den Namen Porta Inclyta („berühmtes Tor“). Von Osten her gelangte man durch ein Tor südlich des Amphitheaters, das als Nebeneingang genutzt wurde, in die Stadt. Im späten 4. Jahrhundert wurde noch ein Südosttor hinzugefügt, das seit dem Mittelalter Porta Alba genannt wurde.
Die großzügige Befestigungsanlage war zur Zeit ihrer Erbauung noch auf Zuwachs ausgelegt, wie viele Freiflächen in den Randbereichen zeigen. In militärischer Hinsicht war die Mauer dagegen wenig nützlich. Das Bauwerk musste sich in den ersten 200 Jahren seines Bestehens kaum bewähren – die einzigen bekannten Ausnahmen bilden der Angriff von 195 und die fränkisch-alamannische Attacke um 275, und bei dieser konnte die Mauer die Angreifer nicht aufhalten. Im 5. Jahrhundert war es dann kaum möglich, die Stadt mit der eher auf Repräsentation denn auf Verteidigungswert angelegten Anlage wirksam zu verteidigen. Vor dem Überfall der Vandalen als Folge des Rheinübergangs von 406 konnte sich die Restbevölkerung der von Hof und Verwaltung geräumten Stadt nur schützen, indem sie sich im Amphitheater verschanzte.

#### Porta Nigra

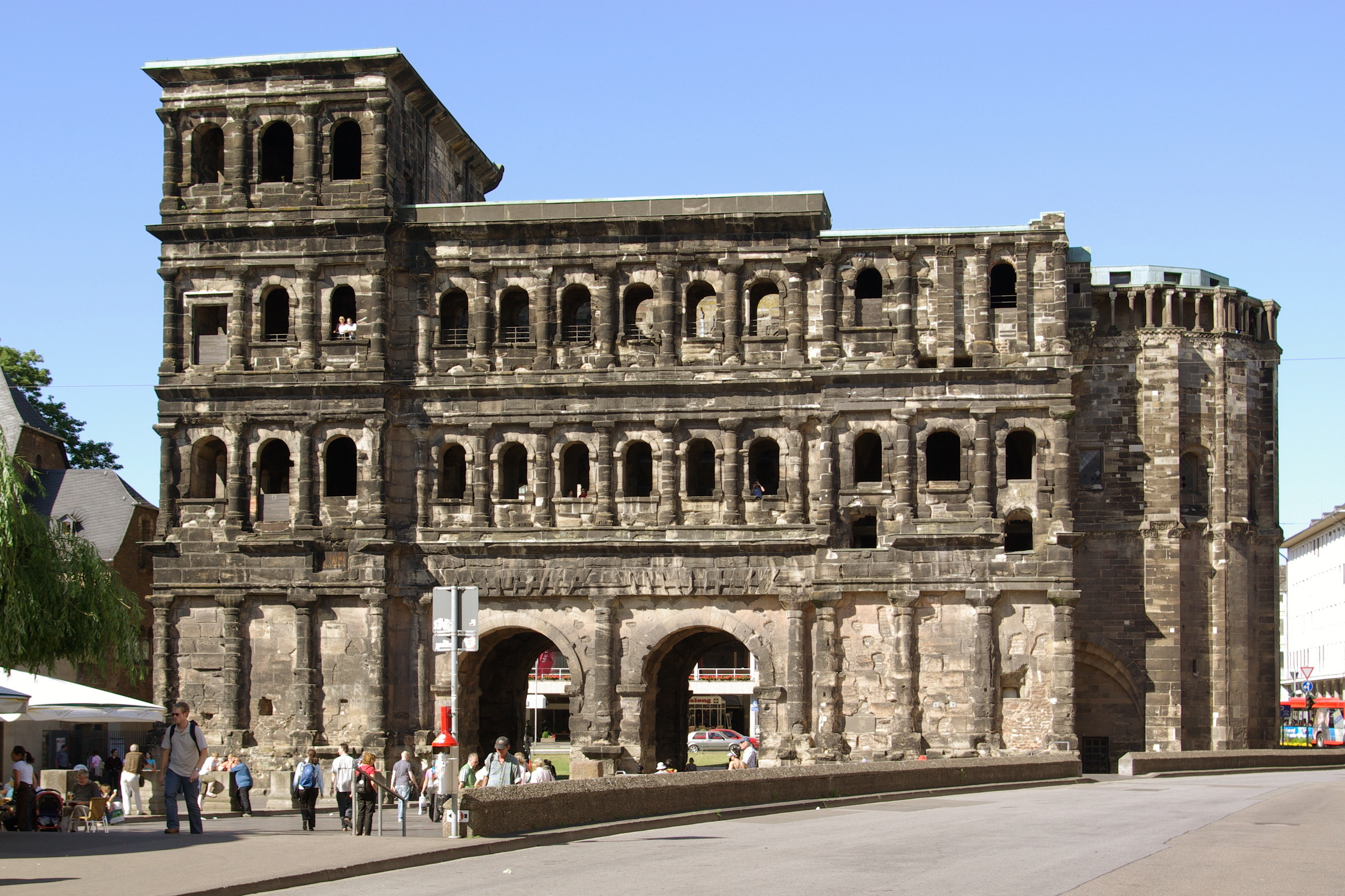
Porta Nigra, Stadtseite

Die Porta Nigra ist das einzige erhaltene Tor der römischen Stadtmauer Triers und neben den Kaiserthermen das wohl bekannteste Denkmal. Wie die Stadtmauer stammt sie ursprünglich aus dem letzten Viertel des 2. Jahrhunderts n. Chr.; der Baubeginn konnte 2018 dendrochronologisch auf das Jahr 170 datiert werden. Ihre Erhaltung verdankt sie dem Umstand, dass sich im Mittelalter Simeon von Trier in dem Gebäude als Einsiedler niederließ und das Nordtor der römischen Stadt daraufhin zu einer Kirche umgebaut wurde. Auf Befehl Napoleons wurde sie seit 1804 von späteren Anbauten befreit.

#### Porta Media
Die Porta Media als südliches Stadttor und Gegenstück zur Porta Nigra befand sich am Ende der heutigen Saarstraße. Von diesem Stadttor sind nur Fundamentreste nachgewiesen.

#### Porta Alba
Die Porta Alba wurde im 4. Jahrhundert als Südosttor hinzugefügt und befand sich an der Straße nach Straßburg (Argentoratum). Sie war schmaler als die älteren Stadttore und besaß nur einen einfachen Tordurchgang. Ihr Name stammt aus dem Mittelalter, als sie verschiedentlich als Schutzburg genutzt wurde.

### Amphitheater

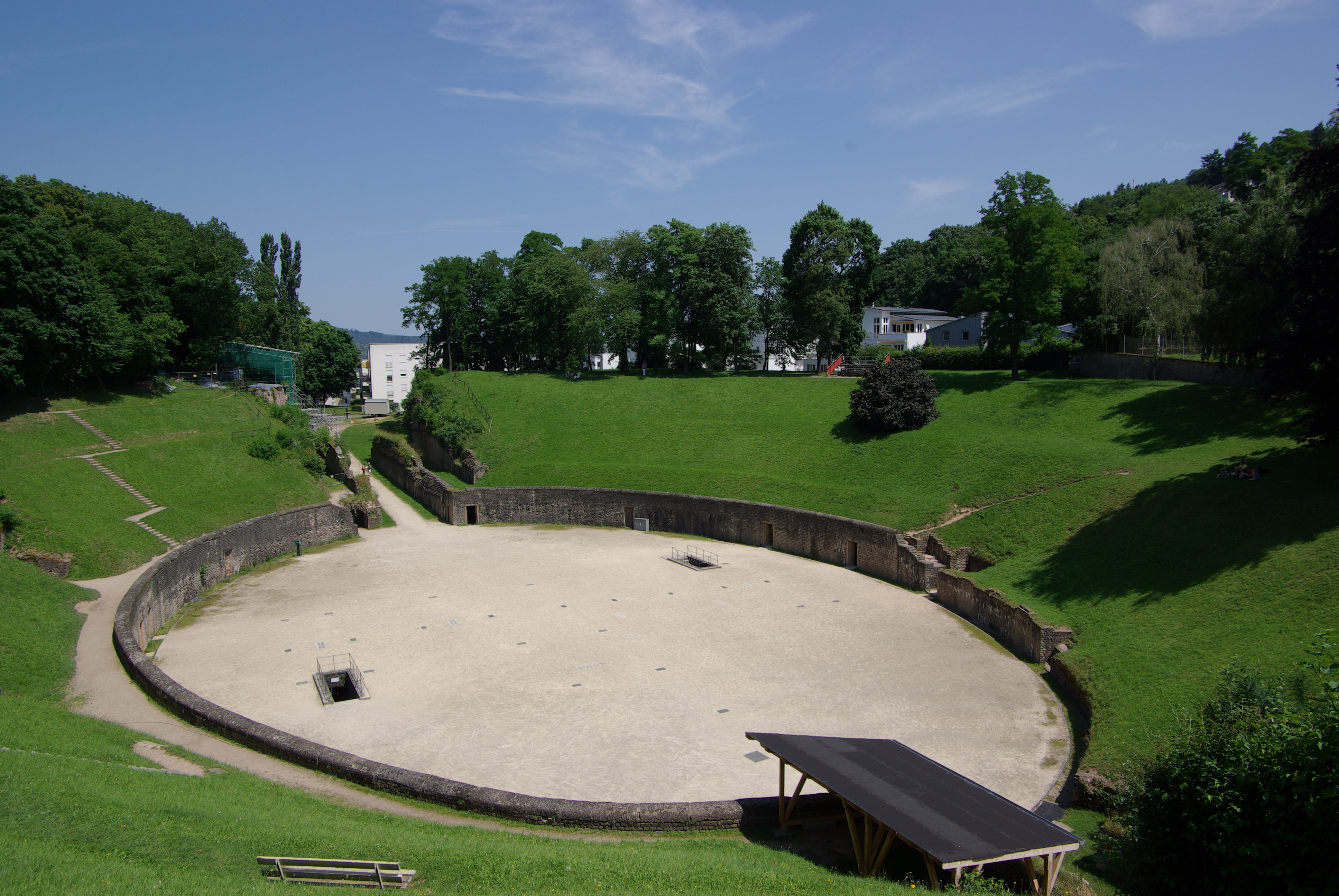
Amphitheater

Das Amphitheater am Fuße des Petrisberges wurde um 100 n. Chr. errichtet, möglicherweise besaß es bereits einen kleineren, hölzernen Vorgängerbau. Die Zuschauerränge (cavea) wurden in den Hang eingetieft, der entstandene Abraum zur Aufschüttung der talseitigen Ränge benutzt. Von der Anlage, die bis zu 18.000 Menschen Platz bot, sind im Wesentlichen die ovale Arena (70,5 × 49 m) mit ihren Begrenzungen sowie einige unterirdische Gewölbe (vomitoria) erhalten geblieben.
Beim Bau der Stadtmauer wurde das Amphitheater in diese integriert und diente als östliche Zufahrt. Im Mittelalter verfiel das Amphitheater, wurde als Steinbruch genutzt, die Arena allmählich zugeschwemmt. Seit den Ausgrabungen zu Beginn des 20. Jahrhunderts ist es wieder für Veranstaltungen nutzbar. Im Fundmaterial, das im Rheinischen Landesmuseum Trier aufbewahrt wird, ist neben Steindenkmälern besonders eine Gruppe von Fluchtäfelchen interessant, die in der Antike hier deponiert wurden. Das übrige Fundmaterial stammt vorwiegend aus dem 4. Jahrhundert, was mit der langen Nutzungsdauer zusammenhängen dürfte. Noch in der Zeit Konstantins sind blutige Spiele in der Arena belegt.

### Circus

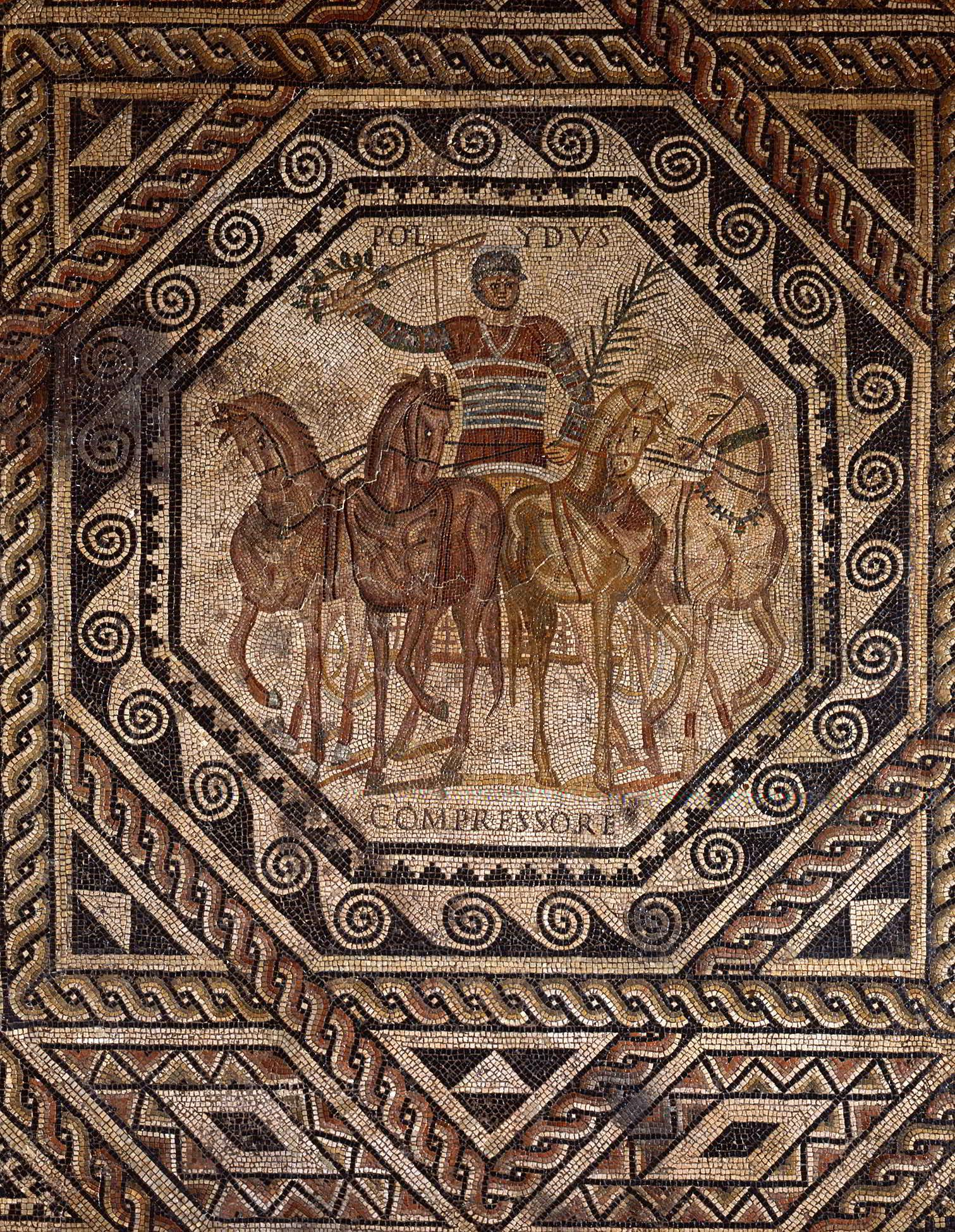
Polydus-Mosaik im RLM Trier

Der römische Circus Triers ist nicht erhalten und nur anhand des Verlaufs einiger Straßen unterhalb von Amphitheater und Petrisberg zu erahnen. Hinweis auf seine Lage gibt die deutliche Einsattelung im Verlauf von Egbert- und Helenenstraße, während sich die nördliche Abrundung an der heutigen Agritiusstraße befunden haben dürfte. Damit ergäbe sich eine Anlage mit etwa 500 Meter Länge.
Wagenrennen spielten vor allem in der Spätantike eine wichtige Rolle für die Selbstdarstellung der römischen Kaiser und erfreuten sich größter Beliebtheit. Auf den Trierer Circus weisen zahlreiche bildliche Darstellungen hin. Hier ist an erster Stelle das Polydus-Mosaik zu nennen, das einen Wagenlenker mit seinem Gespann zeigt. Eine ähnliche Darstellung liegt auf einem in Trier gefundenen Kontorniaten vor, außerdem existiert in den Neumagener Grabdenkmälern ein Relief mit Pferdeführer. Da die Treverer in den Schriftquellen als gute Reiter beschrieben werden, wird vermutet, dass bald nach dem Amphitheater im 2. Jahrhundert auch eine Pferderennbahn errichtet wurde. Spätestens aber als der Ort Kaiserresidenz wurde, muss es einen Circus gegeben haben.
Der Circus wurde aufgrund seiner Lage im Frühmittelalter schneller als andere römische Großgebäude zerstört, die Steine wiederverwendet und das Areal landwirtschaftlich genutzt. Im 19. Jahrhundert wurde das Gelände südlich des Trierer Hauptbahnhofes mit einem Wohngebiet bebaut, wobei die wahrscheinlich nur sehr geringen Überreste der Anlage nicht untersucht wurden.

### Thermen

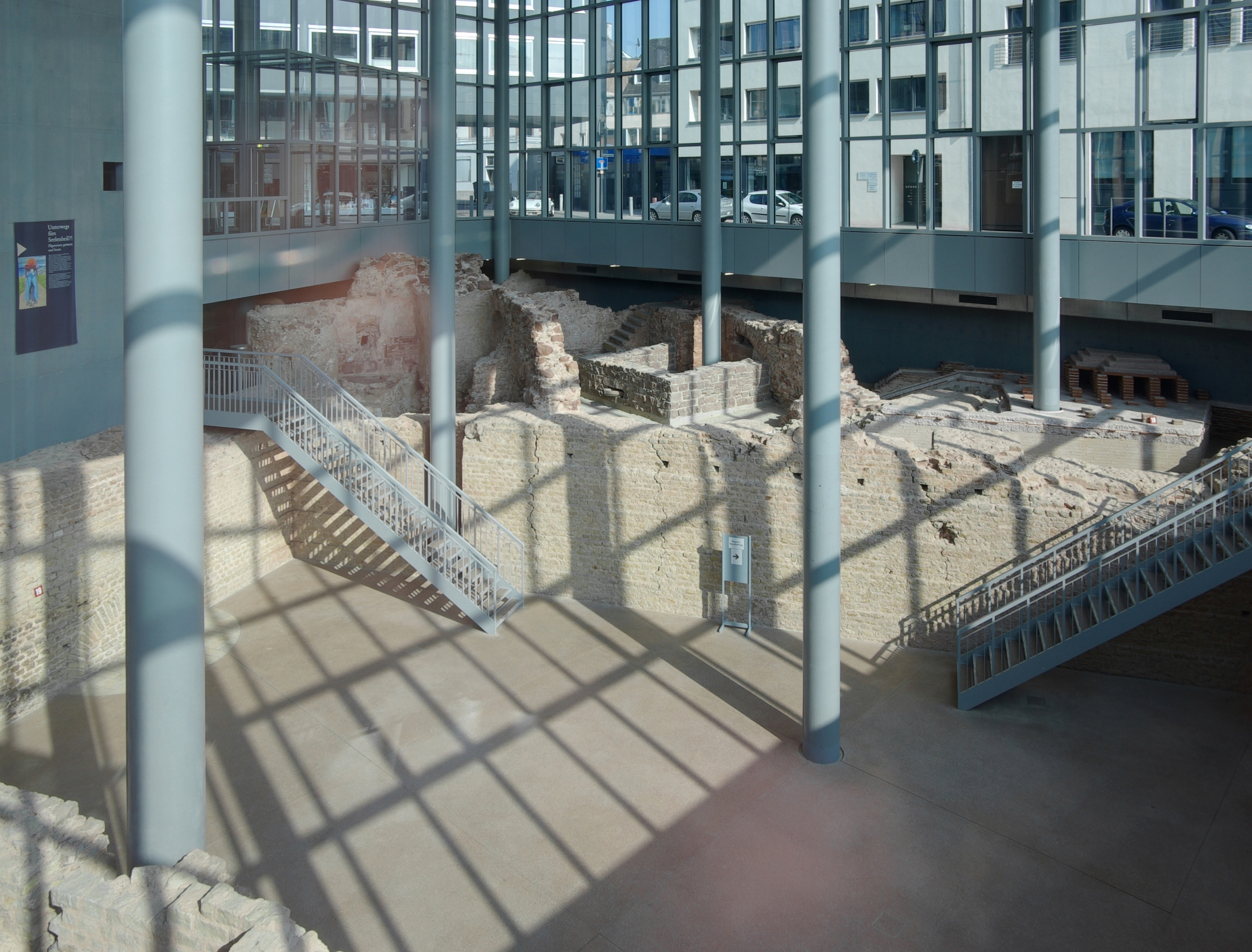
Blick in die rekonstruierten Teile der Thermenanlage am Viehmarkt

#### Thermen am Viehmarkt
Die Thermen am Viehmarkt sind die ältesten öffentlichen Thermen von Augusta Treverorum. Sie nahmen eine komplette Insula nördlich des römischen Forums im Zentralbereich der Siedlung ein. Die Thermen wurden anstelle einer älteren Wohnbebauung um das Jahr 80 errichtet. Münz- und Keramikfunde machen eine Nutzung mit mehreren Umbauten bis in das 4. Jahrhundert wahrscheinlich. Ob es sich bei der Anlage wirklich um einen reinen Thermenkomplex handelt, ist umstritten. Bemerkenswert ist der Umstand, dass die dafür notwendigen Heizanlagen erst in einer zweiten Bauphase hinzugefügt wurden, nach anderen Angaben sogar erst im 4. Jahrhundert.
Die heute sichtbaren Räume wurden seit 1615 durch die Anlage eines Kapuzinerklosters überformt. Der Viehmarkt entstand erst nach Auflösung des Klosters ab 1812. Durch kleinere Kanalaufschlüsse und Beobachtungen in der Nachkriegszeit hatte man hier ein größeres palastartiges Gebäude erwartet. Bei Ausschachtungsarbeiten zum Bau einer Tiefgarage und des Hauptgebäudes der Stadtsparkasse wurden ab Oktober 1987 die Thermen entdeckt. Teile der Anlage sind heute zusammen mit einer freigelegten Straße in einem gläsernen Schutzbau, der vom Architekten Oswald Mathias Ungers entworfen wurde, unter dem Viehmarkt zugänglich.

#### Barbarathermen

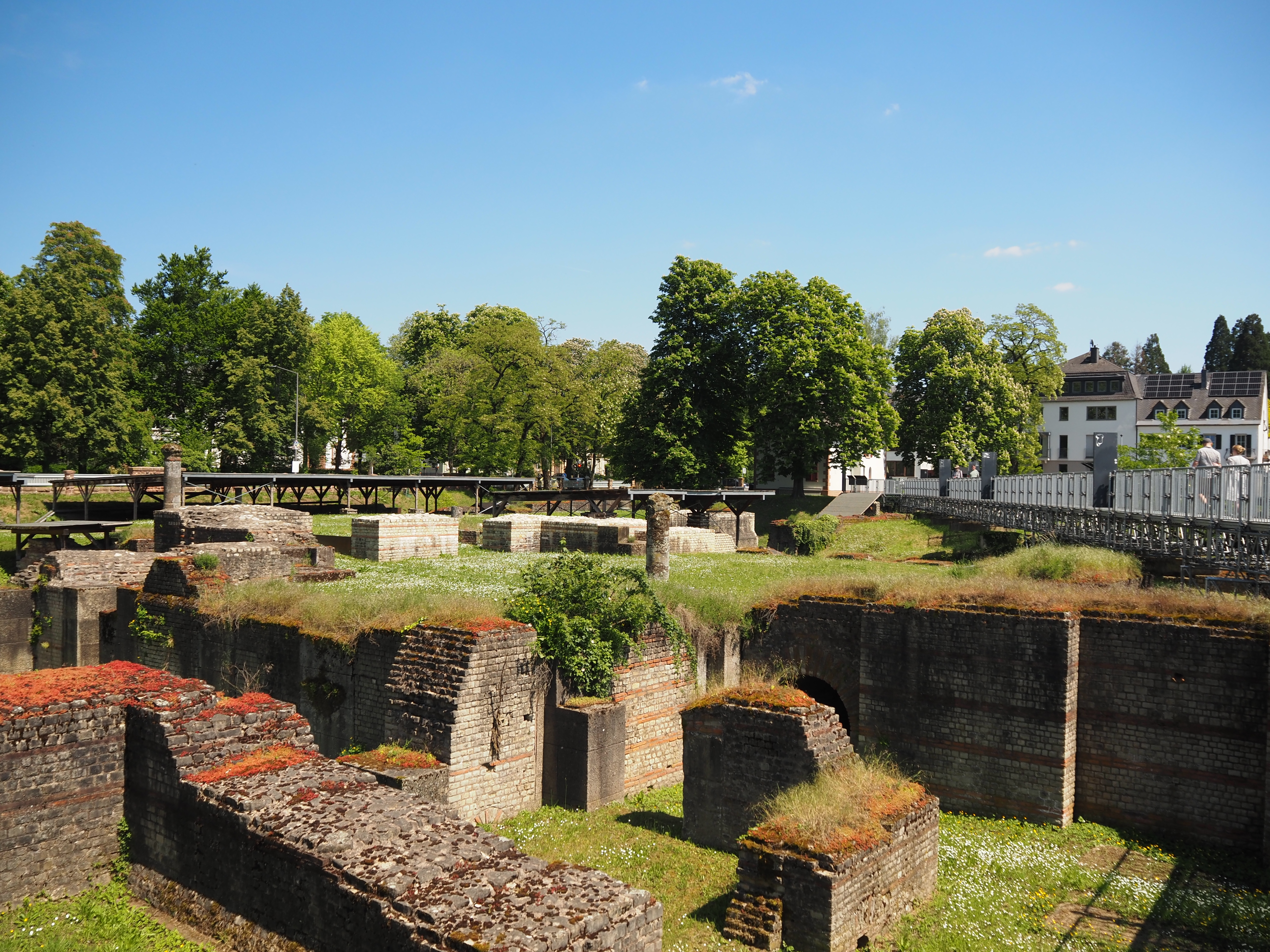
Barbarathermen, Zustand 2024

Bereits um die Mitte des 2. Jahrhunderts waren die Thermen am Viehmarkt für die wachsende Stadtbevölkerung zu klein geworden. Südlich des decumanus maximus wurden in der Nähe zur Mosel die Barbarathermen erbaut. Mit einer Fläche von 172 m × 240 m (42.500 m²) nahmen sie mehr als zwei Insulae ein und gehörten zu den größten Thermenbauten ihrer Zeit. Übertroffen wurden sie nur von den Trajansthermen in Rom sowie den späteren Thermenanlagen des 3. und 4. Jahrhunderts.
Die Funde legen nahe, dass sie auch nach den ersten Germaneneinfällen bis zum Ende des 4. Jahrhunderts genutzt wurden. Im Mittelalter entwickelte sich in den teilweise aufrecht stehenden Ruinen die Vorstadt St. Barbara sowie vermutlich der Adelssitz der Familie De Ponte. Erst in der Neuzeit wurden die letzten aufrecht stehenden Reste abgetragen. Die freigelegten Grundmauern waren zeitweise wegen Sanierung nicht zugänglich, seit 2015 ist die Anlage wieder für Besucher geöffnet.

### Tempel

#### Tempelbezirk Altbachtal
In der Talmulde des Altbaches unterhalb des Amphitheaters wurden seit dem 19. Jahrhundert häufig Götterbilder und Terrakotten gefunden. Die Notgemeinschaft der Deutschen Wissenschaft ließ hier 1926–1934 Ausgrabungen durch Siegfried Loeschcke durchführen, die unter bis zu 5 m starken Schwemmschichten erstaunliche Ergebnisse erbrachten. Auf einer Fläche von 5 ha wurden über 70 Tempel, Kapellen, heilige Bezirke und Priesterhäuser sowie ein Kulttheater freigelegt. Die heute im Rheinischen Landesmuseum befindlichen Fundstücke stellen die größte Sammlung von Kultdenkmälern aus einem geschlossenen Bezirk in der römischen Welt dar.

#### Tempel am Herrenbrünnchen
Nach dem Fund mehrerer Architekturteile des 1. Jahrhunderts oberhalb des Tempelbezirks im Altbachtal wurde auf dem Gelände des Weinguts Charlottenau 1909/1910 eine Grabung durch das Rheinische Landesmuseum durchgeführt. Freigelegt wurden auf einer Fläche von 65 × 23 m die Reste eines monumentalen Podiumstempels mit vorgelagerter Säulenvorhalle (Pronaos), Freitreppe und Altarpodium. Das Gebäude hatte bis zu 4,1 m starke Mauern. Gefundene Architekturteile lassen eine Tempelfront mit sechs 15 m hohen Säulen rekonstruieren, die Architrav und Giebel trugen. Mehrere aufwändig gestaltete Kapitelle im Trierer Dom, die als Ersatz für nach einem Brand im 5. Jahrhundert geborstene Granitsäulen verbaut wurden, stammen möglicherweise als Spolien vom Tempel am Herrenbrünnchen.

#### Asclepius-Tempel

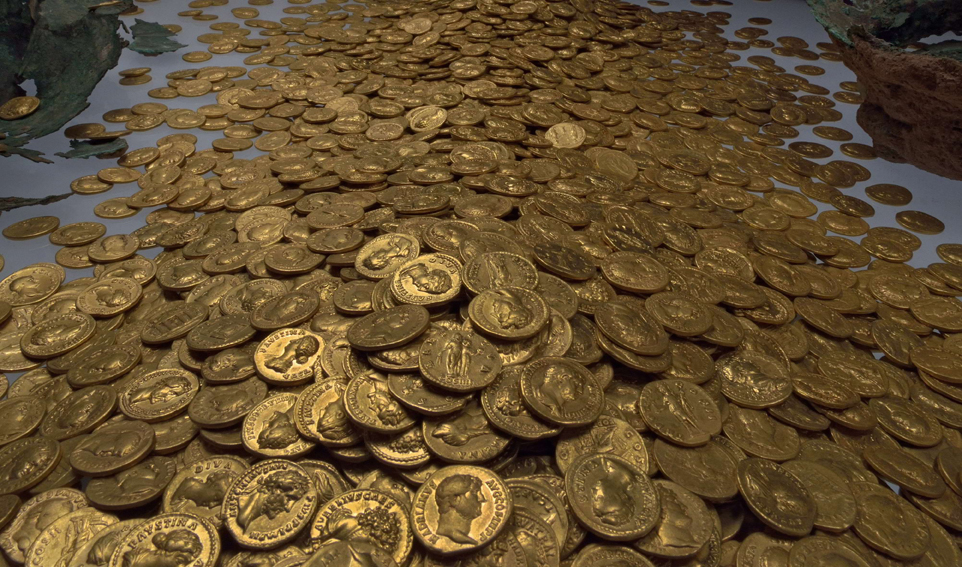
Trierer Goldmünzenschatz aus der Feldstraße im Rheinischen Landesmuseum

Nahe der Römerbrücke und nördlich der Barbarathermen befand sich einer der monumentalsten Tempel der römischen Stadt. Seine Reste wurden 1977–1979 beim Bau einer Tiefgarage freigelegt. Die Anlage nahm eine Fläche von 170 m × 88 m und damit mehr als eine komplette Insula-Breite ein. Zu seiner Erbauung wurden am Fluss erhebliche Aufschüttungen zum Hochwasserschutz vorgenommen. Zusammen mit den Großbauten der Barbarathermen dürfte der Tempel das Stadtbild oberhalb der Moselbrücke weitgehend dominiert haben.
Eine heute verschollene Marmorskulptur sowie die Inschrift eines Finanzprokurators weisen auf die Weihung an den Gott Asclepius. Am Nordrand der Anlage wurde 1993 ein außergewöhnlich großer Münzschatz entdeckt. Er enthielt 2570 aurei mit einem Gesamtgewicht von 18,5 kg. Die spätesten Münzen stammen aus der Regierungszeit des Septimius Severus, der Münzhort befindet sich heute im Rheinischen Landesmuseum. Die Errichtung des Tempels selbst ist aufgrund des Fundmaterials im letzten Drittel des 1. Jahrhunderts n. Chr. anzusetzen.

#### Lenus-Mars-Tempel und Theater

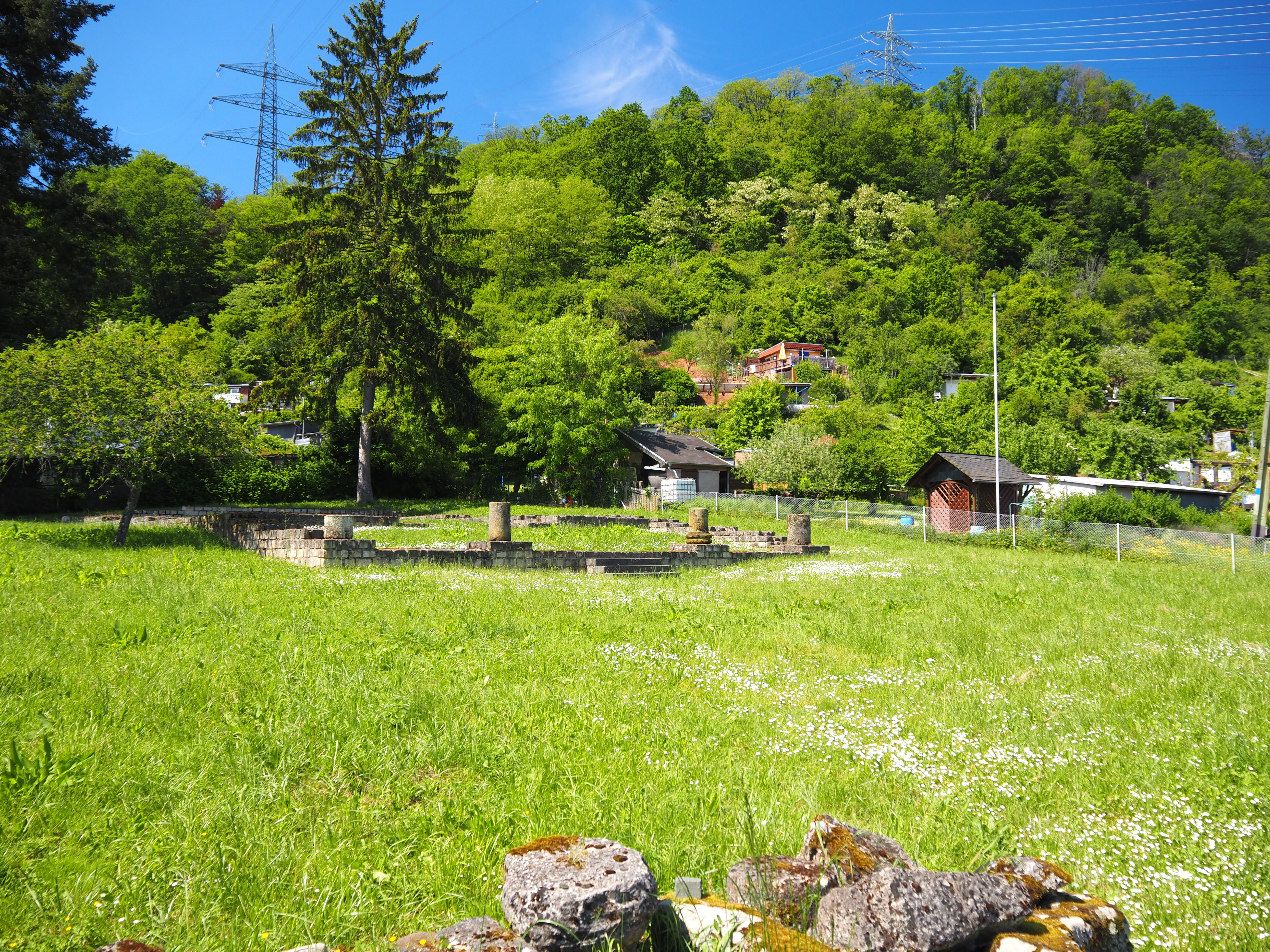
Lenus-Mars-Tempel am Irminenwingert

Ein weiteres großes Tempelareal wurde auf dem westlichen Moselufer am Fuß des Markusberges entdeckt. Es befand sich an einem leichten Taleinschnitt, wo die später als Heideborn als heilkräftig verehrte Quelle austritt. Im Bereich des Irminenwingert (deshalb auch als Tempel am Irminenwingert bezeichnet) konnte ein ummauerter Bezirk in Form eines unregelmäßigen Vierecks von über 100 Meter Seitenlänge nachgewiesen werden.
Die Gesamtanlage mit Herberge, Haupttempel und Kulttheater wird als treverisches Nationalheiligtum mit monumentaler Ausstattung angesprochen. Verehrt wurde hier die lokale Gleichsetzung des Gottes Mars mit dem treverischen Lenus, der auch in anderen regionalen Heiligtümern wie dem Martberg eine bedeutende Rolle spielte. An der Ausstattung der Anlage zeigt sich auch der weniger kriegerische Charakter des Lenus, der eher als Heilgott verehrt wurde. Nach Ausweis der Münzreihe wurde die Anlage von der vorrömischen Zeit bis in die Zeit Gratians († 383 n. Chr.) genutzt.

### Römerbrücke

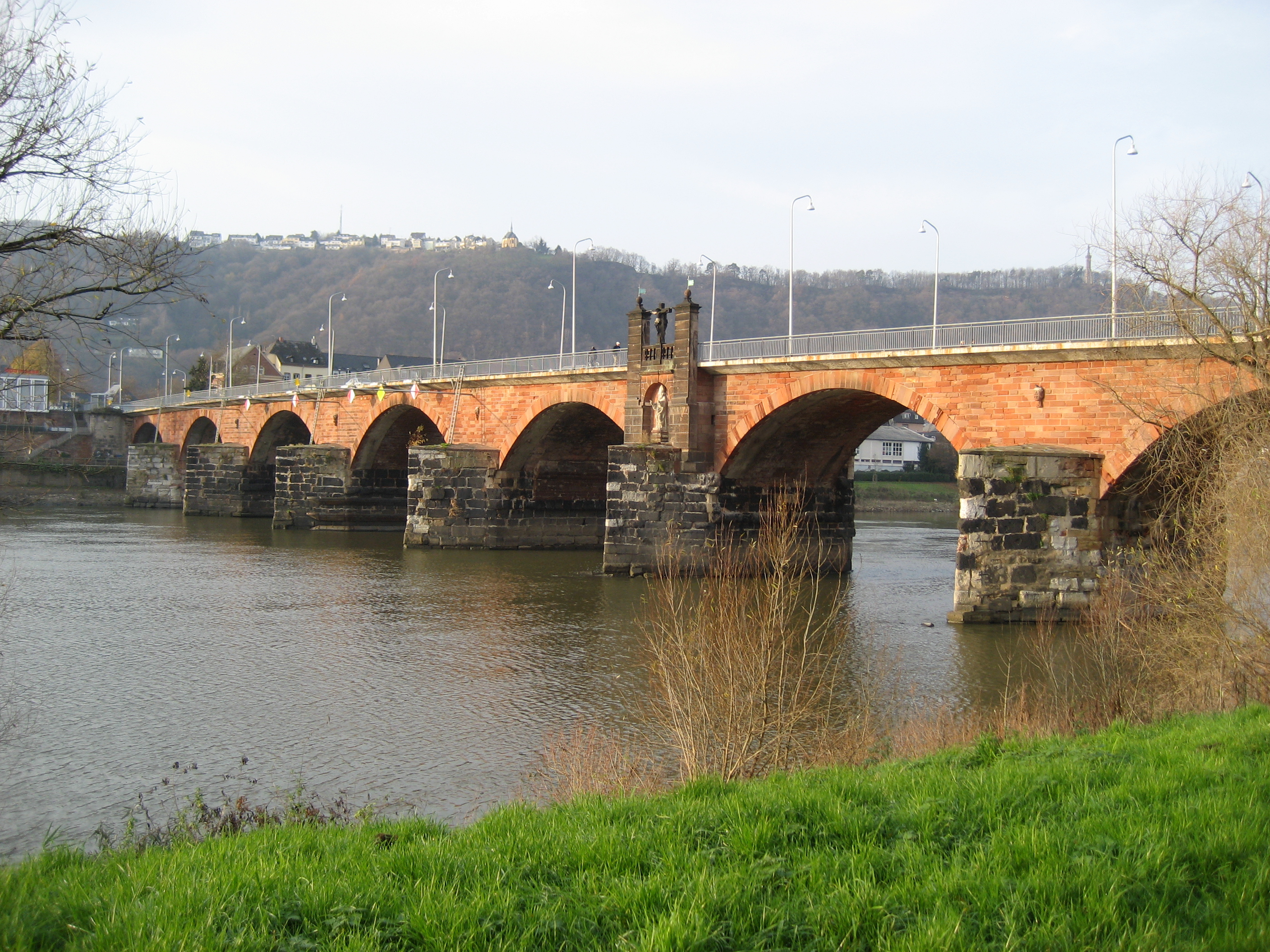
Ansicht der Römerbrücke von Osten

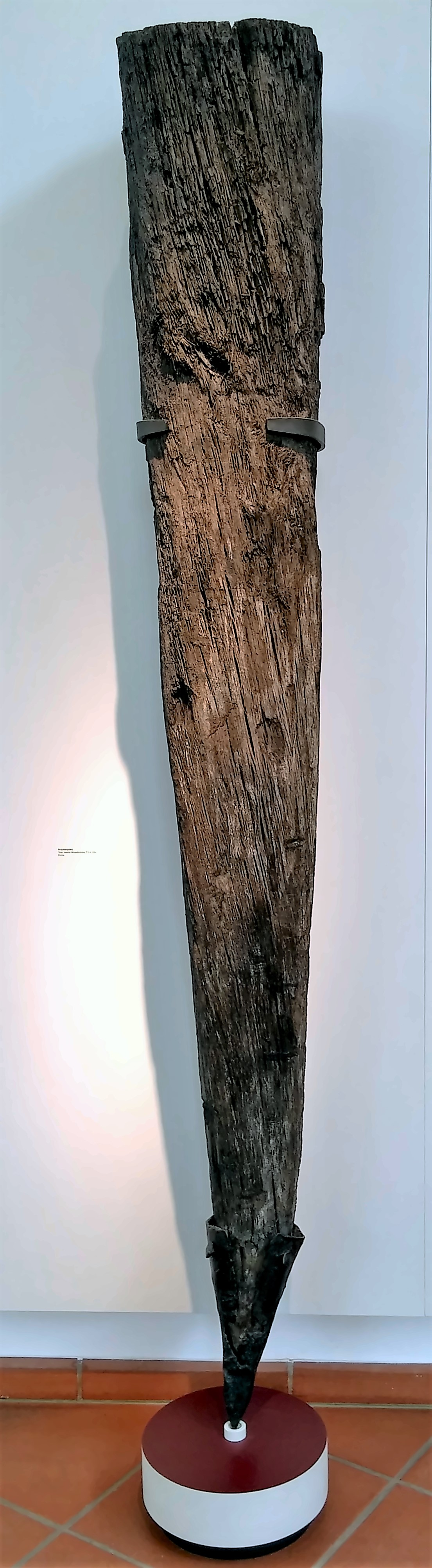
Brückenpfahl (Trier), zweite Moselbrücke, 71 n. Chr.

Die heute sichtbare Römerbrücke über die Mosel besaß mindestens zwei Vorgängerbauten, die archäologisch nachgewiesen wurden. Dies erklärt sich mit der Lage an den römischen Fernstraßen, die Römerbrücke hatte aber auch innerstädtischen Verkehr zum inschriftlich auf dem westlichen Ufer nachgewiesenen Vicus Voclanionum sowie dem dortigen Lenus-Mars-Tempel aufzunehmen. Der dendrochronologische Nachweis einer Brücke im Jahr 18/17 v. Chr. ist somit ein wichtiger Fixpunkt für die Gründung von Augusta Treverorum.
Diese erste hölzerne Brückenkonstruktion hat anscheinend bei den von Tacitus erwähnten Kämpfen im Bataveraufstand im Jahr 69 Schaden genommen. Der Bau einer Pfahlrostbrücke lässt sich auf das Jahr 71 in die Regierungszeit Kaiser Vespasians fixieren. Sie erhielt mächtige, fünfeckige Strompfeiler aus bis zu 31 cm dicken Eichenstämmen, die in den Fluss gerammt wurden. Die Brückenpfeiler bestanden aus Kalkstein, die Fahrbahn wurde von einer Balkenbinderkonstruktion getragen.
Die heutige Römerbrücke entstand zwischen 144 und 155 unter Antoninus Pius. Oberhalb der bestehenden Brücke wurden neue Strompfeiler errichtet, die aber nicht mehr aus Holzpfählen, sondern aus Kalksteinquadern bis zu sechs Lagen bestanden, weshalb diese Brücke als Steinpfeilerbrücke bezeichnet wird. Da am stadtseitigen Ufer in der frühen Kaiserzeit erhebliche Aufschüttungen vorgenommen wurden, benötigte diese Brücke nur noch neun statt elf Pfeiler. Türme und Tore an beiden Brückenköpfen schützten das Bauwerk. Vermutlich wegen des erhöhten Wasserstandes durch die Verengung des Flusses und Problemen mit Hochwasser erhielt die Brücke zunächst keine massive Steinwölbung, sondern eine Fahrbahn aus Holz, die regelmäßig erneuert werden musste. Diese wurde erst 1343 unter Erzbischof Balduin von Luxemburg hinzugefügt. Bedeutend sind die zahlreichen Flussfunde aus dem Brückenbereich, die im Rheinischen Landesmuseum ausgestellt werden. Darunter befinden sich Werkzeuge, Münzen (als Flussopfer), Bleiplomben, Schmuck, Kleinbronzen und sogar Steindenkmäler.

### Wasserversorgung
Die Versorgung der Stadt mit Trinkwasser wurde durch die geographische Lage besonders begünstigt. Neben dem Flusswasser der Mosel konnten mehrere von Osten in die Trierer Talweite einmündende Bäche genutzt werden. Im Stadtgebiet wurden Quellaustritte gefasst und an die örtlichen Wasserleitungen angeschlossen. Auch heilkräftige Quellen wie der sogenannte Römersprudel südöstlich der Stadt wurden mit Quellfassungen versehen. Auf der Niederterrasse wurden im privaten Bereich zusätzlich Brunnen auf grundwasserführende Schichten gegraben, auf der Mittelterrasse reichten diese auf Schichten im schiefrigen Untergrund mit zu Tal fließendem Wasser. Eine Kanalleitung führte von einer Quelle am Heiligkreuzberg zu einer Verteilerkammer in der Nähe des Tempels am Herrenbrünnchen. Zwei nacheinander errichtete Verteilerbecken wurden auf dem Areal der Kaiserthermen freigelegt.
Für die Gründungsstadt des 1. Jahrhunderts waren diese Einrichtungen zunächst ausreichend. Um den Bedarf der wachsenden Stadt zu decken, errichtete man im frühen 2. Jahrhundert die Ruwertal-Wasserleitung. Sie führte Wasser, das bei Waldrach aus der Ruwer abgezweigt wurde, über eine Strecke von 12,798 km in die Stadt, die sie beim Amphitheater erreichte. Es handelt sich um einen gemauerten begehbaren Kanal, der streckenweise (Taleinschnitt von Kürenz, nachgewiesen an den Kaiserthermen) über Aquädukt-Konstruktionen geführt wurde.
Die weitere Verteilung in der Stadt erfolgte durch gemauerte Kanäle, die mit wasserfestem Kalkmörtel mit Ziegelmehlzuschlag ausgekleidet waren, in den Außenbezirken sind gelegentlich Leitungen in Holzstämmen mit eisernen Deichelringen nachgewiesen. Von gehobener Ausführung sind Wasserleitungen aus Blei, wie die Holzstämme waren sie gewöhnlich etwa 3 m (10 römische Fuß) lang.

### Spätantike Bauten
Bereits im 2. Jahrhundert war im Nordosten der Stadt durch Zusammenlegung von vier insulae ein Repräsentations- und Verwaltungsbereich entstanden, dessen Kern eine zentrale Halle bildete, die als Legatenpalast angesprochen wird. Die Umgestaltungen ab Beginn des 4. Jahrhunderts im Rahmen der Einrichtung der kaiserlichen Residenz konzentrieren sich ebenfalls auf diesen Bereich, wenn auch kleinere Baumaßnahmen am Forum und den Straßen der Stadt belegt sind. Durch Niederlegung eines Wohnviertels wurde Platz für den Monumentalbau der Kaiserthermen geschaffen. Auf dem ehemaligen Legatenpalast wurde die Palastaula (Konstantinbasilika) erbaut, die mit umliegenden Vorhöfen und Nebengebäuden den Kern der Residenz bildete.
Gleichzeitig deutet die Verfüllung mit Bauschutt eines Altarms der Mosel, der bis in diese Zeit einen See gebildet hatte, auf großflächige Abbrucharbeiten innerhalb der Stadt hin. Ebenfalls in der Nähe des Hafens an der Mosel entstand um 300 auf dem heutigen Gelände der Vereinigten Hospitien eine große Doppelspeicheranlage (horrea, ca. 70 m × 20 m), die der Versorgung der Stadt und des kaiserlichen Hofs diente. Erhalten sind davon mehrere durch Blendarkaden gegliederte Wände.
Die Bautätigkeit geriet allerdings schon in konstantinischer Zeit ins Stocken. Wahrscheinlich war sie erst unter Gratian um 379 vollständig abgeschlossen. Basilika, Kaiserthermen und der Circus bildeten eine Einheit als Palastbezirk. Das Nebeneinander von Circus und Residenzbereich ist bewusst hergestellt als Parallele zur stadtrömischen Topographie (Circus Maximus und Palatin). Sie wiederholt sich beim Circus Neronis (in den Gärten des Caesar), der Villa des Maxentius an der Via Appia und der Residenz des Galerius in Thessaloniki.

#### Kaiserthermen

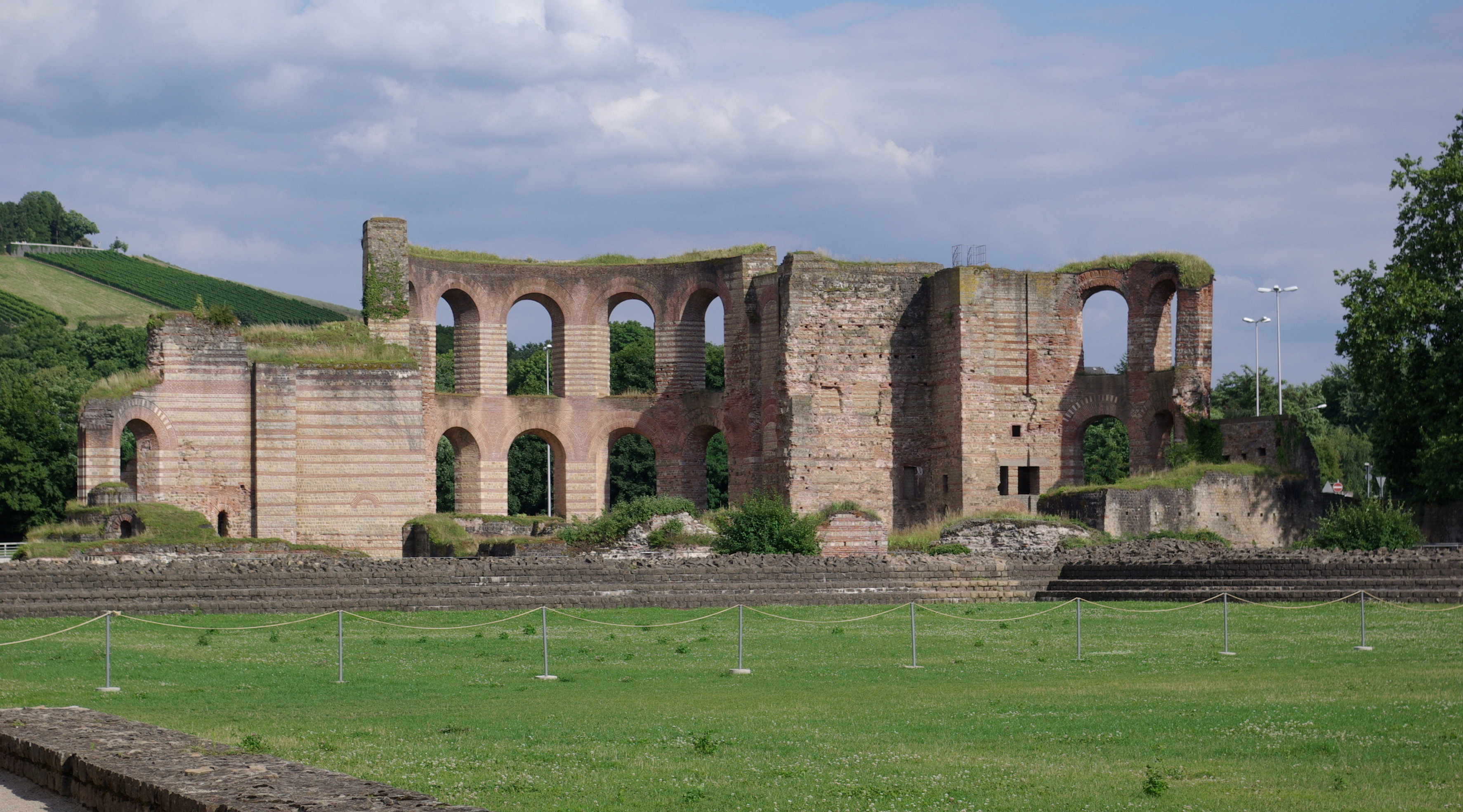
Ostseite der Kaiserthermen

Die Kaiserthermen gehören heute zu den bekanntesten Römerbauten Triers. Die Zeit ihrer Errichtung ist nicht vollkommen geklärt; wahrscheinlich sind sie nach 294 entstanden, als Trier zur Residenz ausgebaut wurde. Ob sie von Constantius I. oder dessen Sohn Konstantin in Auftrag gegeben wurden, ist unbekannt. Die älteste Besiedlung des Areals bestand aus einfachen Holzgebäuden mit Kellern und Vorratsgruben; sie ist wahrscheinlich vor der Mitte des 1. Jahrhunderts anzusetzen. Danach entstanden zwei größere Steingebäude, die später zu einem prachtvollen Wohnhaus zusammengefasst wurden. Die reichhaltigen Funde (darunter das Polydus-Mosaik) belegen die Nutzung des Gebäudes bis in die zweite Hälfte des 3. Jahrhunderts.
Die daraufhin entstandene Thermenanlage gehört nach der ursprünglichen Konzeption zu den größten Bauten dieser Art im Römischen Reich; größer waren nur die stadtrömischen Thermenanlagen der Kaiser Trajan, Caracalla und Diokletian. Der Grundriss entspricht dem sogenannten kleinen Kaisertyp, der aber schon von den älteren Barbarathermen geläufig ist.
Allerdings wurden die Kaiserthermen niemals wirklich in Betrieb genommen. Vermutlich bereits mit der Verlegung der Residenz in den Osten nach 324 blieben die Arbeiten daran liegen, obwohl große Teile des Baus bereits über das Erdgeschoss hinaus vollendet waren. Erst mit Valentinian I., der Trier wieder zu seiner Residenz wählte, wurden die Arbeiten wieder aufgenommen, allerdings mit einer völlig anderen Konzeption. Die bereits fertiggestellten Badeeinrichtungen wurden entfernt und der westliche Teil mit dem frigidarium abgerissen. Der Rundsaal des tepidarium wurde als Eingangshalle verwendet, die palaestra deutlich vergrößert und zu einem gepflasterten Platz umgewandelt. Die Deutungen variieren zwischen Wohnpalast, Kaiserforum und – nach Meinung des Ausgräbers am wahrscheinlichsten – einer Kaserne für die kaiserliche Leibgarde (scholae palatinae). Im Mittelalter wurden große Teile der Anlage in die Stadtbefestigung integriert, wodurch etwa die über 20 Meter hohe Ostfassade erhalten blieb.

#### Konstantinbasilika

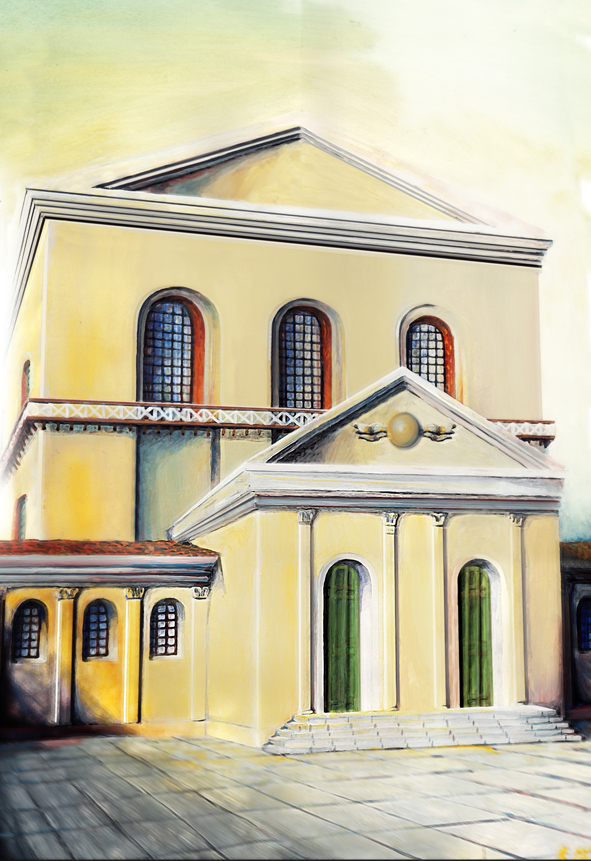
Rekonstruktion der Schaufront mit dem Haupteingang

Obwohl Name und Erscheinung der heutigen Konstantin(s)basilika auf ein antikes Kirchengebäude hinzuweisen scheinen, ist das Bauwerk ursprünglich als Empfangssaal der kaiserlichen Residenz errichtet worden. Der häufig verwendete Name Palastaula oder Aula Palatina trifft es zwar genauer, ist aber im klassischen Latein unbelegt. Die Basilika besitzt eine Länge von 69,8 m (einschließlich der 12,4 m langen Apsis) bei einer Breite von 27,2 m. In der Antike besaß sie eine Höhe von etwa 30 m. Die 2,7 m dicken Außenmauern bestanden aus Ziegelmauerwerk und waren außen verputzt. Teile aus Rotsandstein sind moderne Ergänzungen.

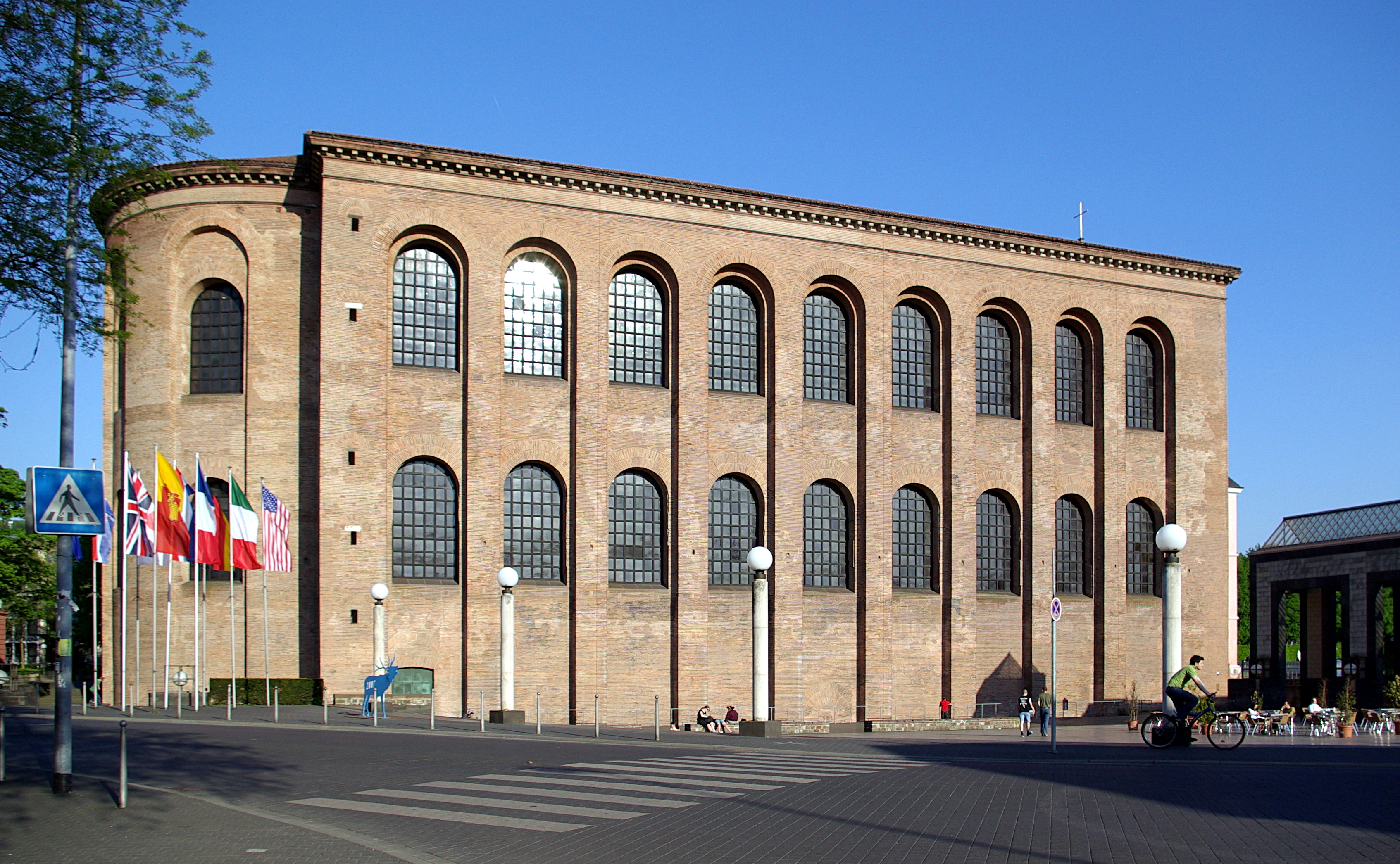
Ansicht der Palastaula von Westen

Der Innenraum wies eine qualitätvolle Wandverkleidung auf: Langhaus und Apsis besaßen Fußboden und Wandverkleidung aus eingelegten Marmorplatten (opus sectile) bis auf die Höhe der obersten Fenstergesimse, wovon sich Reste und vor allem die Löcher der eisernen Halterungen erhalten haben. Darüber folgten Stuckarbeiten bis zur frei tragenden Decke, die der heutigen, 1955 eingezogenen Kassettendecke nicht unähnlich gewesen sein dürfte. Bemerkenswert sind die Heizanlagen, durch die der 1600 m² große Innenraum über ein dreigeteiltes Hypokaustum mit fünf Praefurnien heizbar war. Die Basilika war in der Antike kein allein stehendes Gebäude. Im Süden befand sich vor dem Haupteingang eine ebenfalls marmorverkleidete Vorhalle, außen waren Portiken mit Innenhöfen angelehnt. Die Reste dieser Gebäude sind entweder konserviert oder im Pflaster des heutigen Platzes markiert.
Die Palastaula wurde vermutlich mit der Umgestaltung zur Residenz in den Jahren 305–311 als Repräsentationsbau errichtet. Das monumentale Gebäude diente dabei als Kulisse für Audienzen, Empfänge und das Hofzeremoniell, wobei der Kaiserthron in der Apsis anzunehmen ist. Für den Großbau, der auch eine Straßenkreuzung überdeckte, waren erhebliche Planierungen notwendig. Im westlichen Block befand sich zuvor der Amtssitz eines hohen kaiserlichen Beamten.
Nach dem Ende der römischen Herrschaft wurde der ausgebrannte Bau dem fränkischen Königsgut zugeschlagen. 902 gelangte die Ruine als Schenkung an den Trierer Bischof. In der Folge wurde die Basilika zu einer burgartigen Anlage umgebaut, die Apsis zum Turm geschlossen, während im ummauerten Innenraum der Kirche Wirtschafts- und Kellergebäude angelegt wurden. Nach 1614 wurde die Süd- und Ostwand abgerissen, das Mauerwerk in das neue Kurfürstliche Palais integriert oder als Innenhof genutzt. Nach einer Plünderung durch französische Revolutionstruppen 1794 diente die Anlage als Kaserne und Militärlazarett. 1844 ordnete der preußische König Friedrich Wilhelm IV. den Wiederaufbau als Gotteshaus für die evangelische Gemeinde Triers an. Im Zweiten Weltkrieg wurden Palais und Basilika stark zerstört. Der Wiederaufbau konnte erst 1954 angegangen werden und ermöglichte Grabungen und genaue Aufnahmen der Bausubstanz.

#### Dom
Der Übergang der Stadt von der Spätantike zum Mittelalter ist am Dom als Keimzelle des mittelalterlichen Trier abzulesen. Entsprechend wurde er seit 1843 archäologisch erforscht. Größere Ausgrabungen fanden nach dem Zweiten Weltkrieg bis 1981 statt; sie stellten als älteste Schicht ein vornehmes römisches Wohnquartier des 2. und 3. Jahrhunderts n. Chr. fest. Dazu gehörte ein reich mit Wand- und Deckenmalereien verzierter Prunksaal. Unter der Vierung des Doms sind Teile des Gebäudes konserviert, die rekonstruierten Fresken werden im Dom- und Diözesanmuseum ausgestellt. Die reiche Ausstattung hat dazu geführt, dass die Anlage teilweise auch einem spätantiken Palastbau zugeschrieben wird.
Die Wohnbebauung wurde im frühen 4. Jahrhundert abgerissen und planiert. Es entstand eine Doppelkirchenanlage mit zwei nach Osten ausgerichteten, dreischiffigen Basiliken. Die Säulen der Nordbasilika bestanden aus Odenwälder Granit, der vom Felsenmeer bei Lautertal über Rhein und Mosel hierher transportiert wurde. Der vor dem Dom liegende Domstein weist noch darauf hin. Die Breite der beiden Kirchenanlagen einschließlich der Querbauten und Peristylhöfe lag vermutlich zwischen 40 (Nordbasilika) und 30 Meter (Südbasilika unter der heutigen Liebfrauenkirche) bei einer Länge von je 150 m. Zwischen beiden Kirchen befand sich ein quadratisches Baptisterium, das heute im Pflaster des Domfreihofs markiert ist. Nach einer Zerstörung gegen Ende des vierten Jahrhunderts wurde die nördliche Basilika umgebaut und im Bereich der Vierung ein Quadratbau mit einer Seitenlänge von 41,5 m errichtet. Entlang der Windstraße an der Nordseite des Doms ist das zugehörige Ziegelmauerwerk noch bis auf eine Höhe von 30 m sichtbar.

### Gräberfelder
Die Gräberfelder der mittleren Kaiserzeit sind nur in Teilen erforscht und ihre Ausdehnung größtenteils unbekannt. In der frühesten Siedlungsphase bis um die Mitte des 2. Jahrhunderts wurden kleinere siedlungsnahe Nekropolen nahe der Mosel und entlang der Olewiger Straße zum Amphitheater hin angelegt. Mit dem Bau der Stadtmauer mussten diese Gräberfelder aufgegeben werden. Die Gräberfelder südlich und nördlich der Stadt wurden verlagert, sodass einige frühere Bestattungen auch innerhalb des später ummauerten Areals entdeckt wurden. Die übliche Bestattungsform dieser Zeit war die Brandbestattung. Körpergräber kommen erst ab dem 2. Jahrhundert auf, Sarkophage sind ab der Mitte des 2. Jahrhunderts nachgewiesen.
Nach dem Bau der Stadtmauer befanden sich die größten Nekropolen entlang der nördlichen und südlichen Ausfallstraßen. Im nördlichen Gräberfeld konzentrierten sich die Bestattungen zunächst entlang der Straße, die leicht westlich der heutigen Paulinstraße verlief. Nach der Trockenlegung eines Moselaltarms konnte auch dieses Areal bis zur heutigen Steinhausenstraße für Bestattungen genutzt werden, sodass sich hier insbesondere Bestattungen des 4. Jahrhunderts finden. Das südliche Gräberfeld erstreckte sich entlang der heutigen Matthiasstraße. Aus der mittleren Kaiserzeit sind mehr als 2000 Inventare von Brandgräbern an das Landesmuseum gelangt. Spätere Sarkophagbestattungen konzentrierten sich unter der dortigen Kirche, im Nordwesten wurde das Gräberfeld durch den Töpfereibezirk begrenzt.

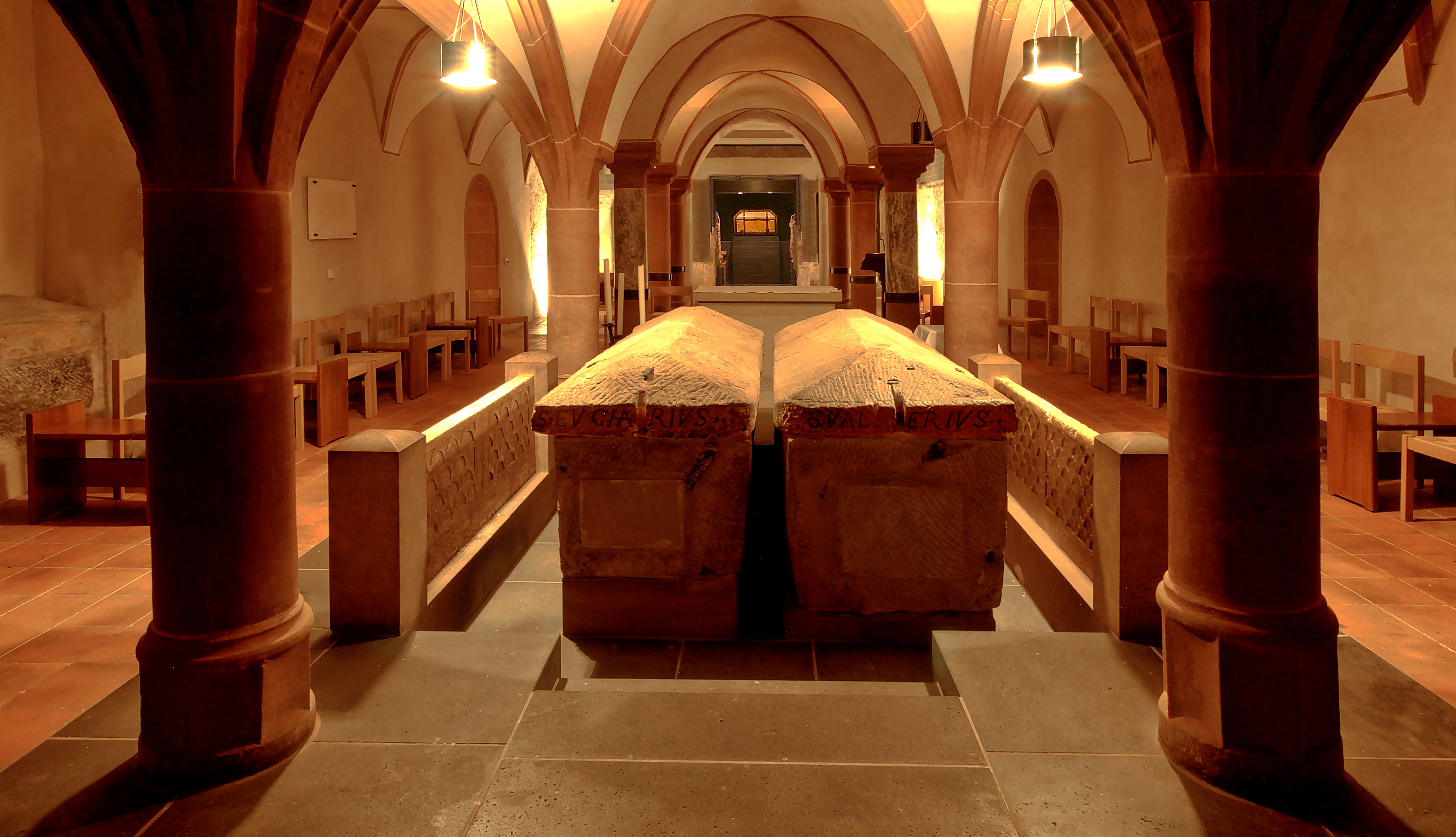
Sarkophage der Bischöfe Eucharius und Valerius in St. Matthias

Östlich der Stadt vor der Stadtmauer nördlich des Amphitheaters fanden sich Brand- und Körpergräber, die heute überbaut sind. Ein Gräberfeld mit Körperbestattungen des 3. und 4. Jahrhunderts befindet sich am Hang oberhalb des Amphitheaters. Aus diesem Gräberfeld sind reiche Beigaben aus Glas- und Keramikgefäßen bekannt. Auf dem westlichen Moselufer befanden sich Friedhöfe in den heutigen Stadtteilen Trier-West/Pallien und Euren entlang der nach Reims führenden Straße.
Die oberirdische Gestaltung der Gräber konnte sehr verschieden sein. Steindenkmäler von den zugehörigen Gräberstraßen sind im Trierer Land besonders mit den Neumagener Steindenkmälern und der Igeler Säule bekannt. Besonders Wohlhabende ließen sich gelegentlich unterirdische Grabkammern mit darüberliegendem Tempelbau errichten, wie sie etwa auf dem West-Friedhof, mit der Grabkammer am Reichertsberg oder dem Grutenhäuschen konserviert wurden. Nicht sicher geklärt ist, ob es sich bei dem sogenannten Franzensknüppchen auf dem Petrisberg oberhalb von Trier um einen monumentalen Grabtumulus handelt.
In spätantiker Zeit konzentrierten sich die Gräber an den Grablegen von Heiligen, Bischöfen und Märtyrern. Aus diesen außerhalb der Stadtmauern gelegenen Grabkapellen entwickelten sich mittelalterliche Kirchen. Eine parallele Entwicklung lässt sich in vielen spätrömischen Städten nachweisen, in Trier ist sie mit den spätrömischen Gräbern unter der Paulinuskirche, der Benediktinerabtei St. Matthias und der Reichsabtei St. Maximin an drei Orten fassbar.

### Umland
Bereits in der mittleren Kaiserzeit bildeten sich im Umland der Stadt größere Villae rusticae, die von den kurzen Wegen zu den Absatzmärkten profitierten und deshalb – wie im direkten Umfeld vieler römischer Städte – bedeutend größer ausgebaut wurden. Beispiele für solche Anlagen findet man in Mehring und der Villa Otrang. Waren die Anlagen zur Zeit ihrer Gründung noch auf Ackerbau und Viehzucht ausgelegt, so nahmen Rebflächen im Verlauf des 3. und 4. Jahrhunderts erheblich zu. In vielen Anlagen wurde zu dieser Zeit ein größeres Kelterhaus hinzugefügt. Dies könnte mit der Anwesenheit des Kaiserhofs in Verbindung stehen. Allerdings soll auch Kaiser Probus am Ende des 3. Jahrhunderts eine Bestimmung erlassen haben, mit der alte Einschränkungen des Weinanbaus in den Provinzen aufgehoben wurden.
Die Anwesenheit der kaiserlichen Verwaltung führte dazu, dass einige dieser Anlagen im 4. Jahrhundert besonders prächtig ausgebaut wurden oder monumentale Anlagen neu entstanden. Ein herausragendes Beispiel ist die Villa von Welschbillig, vor deren Hauptfront sich ein großes Wasserbassin mit ursprünglich 112 Hermen befand. Ihre Lage im Gebiet der Langmauer deutet auf einen kaiserlichen Domänenbetrieb hin. Ähnliche Funktionen werden auch bei den bedeutenden spätantiken Palastanlagen von Konz (Kaiservilla von Konz) und Trier-Pfalzel (Palatiolum) angenommen.
Als älteste Römerstraße der Region gilt die von Agrippa angelegte Verbindung von Lyon über Metz nach Trier. Die streckenweise gut erhaltene Straße führte als Römerstraße Trier–Köln weiter über die Eifel an den Rhein. Die bekannteste Römerstraße nach Trier ist die nach dem römischen Dichter und Staatsmann Ausonius, der längere Zeit in Treveris tätig war, benannte Ausoniusstraße. Sie verlief über den Hunsrück nach Bingium, wo sie die Römische Rheintalstraße erreichte. Weitere Straßenverbindungen führten unter anderem über Coriovallum (Heerlen in den Niederlanden) zur Colonia Ulpia Traiana (nahe Xanten), nach Straßburg und entlang der Mosel nach Koblenz (Confluentes). In der Spätantike mussten diese Straßen mit Festungsbauten zusätzlich geschützt werden, etwa in Neumagen, Bitburg und Jünkerath.

## Forschungsgeschichte

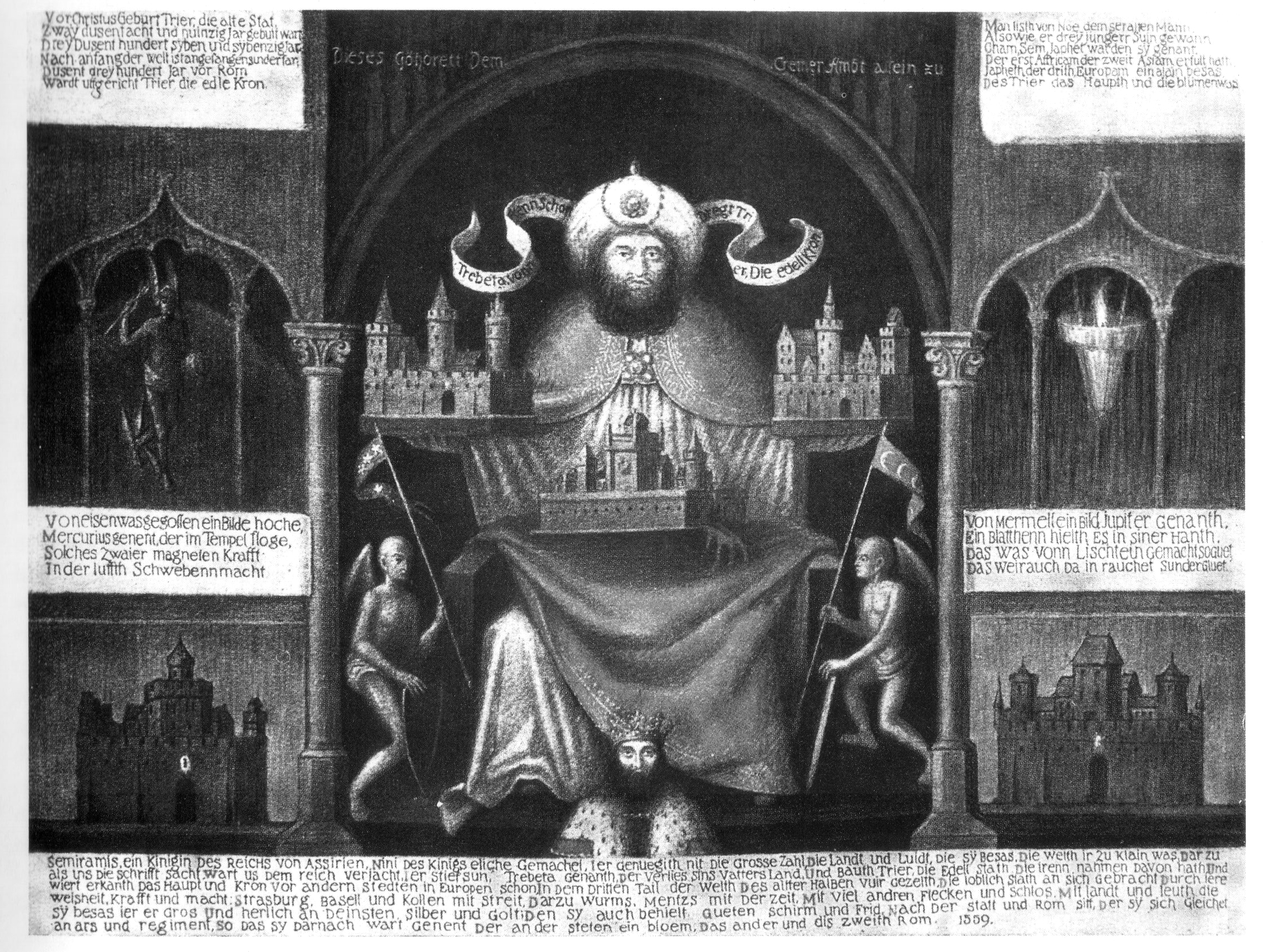
Gemälde des sagenhaften Trierer Stadtgründers Trebeta von 1559, im Zweiten Weltkrieg zerstört

Die jahrhundertelang sichtbaren Ruinen der Römerstadt bewirkten, dass man sich in allen nachfolgenden Epochen mit der römischen Vergangenheit beschäftigte. Benachbarte Städte mit römischer Vergangenheit wie Reims, Toul und Metz versuchten im Mittelalter, ihre mythologische Gründung auf Remus oder die Könige Tullus Hostilius bzw. Mettius Rufus zurückzuführen. Wohl um den Vorrang Triers zu verdeutlichen, entstand die Sage, nach der Trier von Trebeta, einem Sohn des Ninus, gegründet worden sei. Dieser soll von seiner Stiefmutter Semiramis aus Assyrien vertrieben worden sein. Nach Orosius geschah dies 1300 Jahre vor der Gründung Roms. Das Grabmal des Trebeta glaubte man im sogenannten Franzensknüppchen auf dem Petrisberg zu erkennen.
Die vermeintliche Grabinschrift des Trebeta ist in Trierer Handschriften seit etwa 1000 belegt und wurde später in die Gesta Treverorum und die Chronik Ottos von Freising übernommen. Im 15. Jahrhundert entstand daraus der Hexameter Ante Romam Treveris stetit annis mille trecentis, der zunächst an der Steipe angeschrieben wurde; heute befindet er sich am Roten Haus am Trierer Hauptmarkt.
Bereits im Humanismus wurde die Trebeta-Sage angezweifelt, zuerst von Willibald Pirckheimer 1512. Gleichzeitig begann eine intensivere Auseinandersetzung mit der römischen Hinterlassenschaft, besonders den Bildwerken und Inschriften. Zur Sammlung des Grafen Peter Ernst I. von Mansfeld in Clausen gehörten einige römische Funde aus Trier. Ebenfalls wird Trier im Reisebericht der Geographen Abraham Ortelius und Johannes Vivianus im 16. Jahrhundert erwähnt. Von großer Bedeutung und seiner Zeit weit voraus war das Werk des Jesuiten Alexander Wiltheim, der mit großer Genauigkeit römische Fundstellen kartierte und Abschnitte über Augusta Treverorum, Topographie und Wirtschaftsgeographie der Arduenna silva, römische Straßen und Villen enthielt. Zu Beginn des 17. Jahrhunderts befahl der Trierer Erzbischof Philipp Christoph von Sötern, die Ruwerwasserleitung zu öffnen, Karl Kaspar von der Leyen ließ Grabungen in den Barbarathermen durchführen.
Bedeutende Impulse erhielt die Archäologie in Trier nach der Französischen Revolution und in der napoleonischen Zeit. 1801 wurde aus dem Trierer Bildungsbürgertum die Gesellschaft für nützliche Forschungen zu Trier gegründet, die sich bald besonders der Erforschung der römischen Zeit widmete. Mit der Porta Nigra wurde in napoleonischer Zeit begonnen, die Ruinen der Römerzeit freizulegen. In der preußischen Zeit wurde die Archäologie vom Kronprinzen und späteren König Friedrich Wilhelm IV. gefördert. 1820 ließ der preußische Regierungs- und Baurat Carl Friedrich Quednow die regierungseigene Sammlung römischer Steindenkmäler in der Porta Nigra und den Kaiserthermen ausstellen. Ebenfalls 1820 veröffentlichte der Autodidakt Quednow eine Beschreibung der Alterthümer in Trier und dessen Umgebungen aus der gallisch-belgischen und römischen Epoche. Die Regierungssammlung wurde erst 1844 mit der Sammlung der Gesellschaft für nützliche Forschungen zusammengefasst.

Felix Hettner (1851–1902)

Zu dieser Zeit bestand noch ein Gegensatz zwischen dem katholisch geprägten Bildungsbürgertum und der preußischen Verwaltung. Er konnte erst 1877 mit der Gründung des Provinzialmuseums Trier (heute Rheinisches Landesmuseum Trier) überwunden werden. Damit war die Erforschung, der Erhalt und die museale Präsentation der Trierer Römerfunde endgültig zu einer staatlichen Aufgabe geworden. Die Funktion des Rheinischen Landesmuseums als „grabendes Museum“ besteht bis heute fort und ist im rheinland-pfälzischen Denkmalschutzgesetz verankert.
Vom ausgehenden 19. Jahrhundert bis zum Zweiten Weltkrieg rückten größere Grabungskampagnen die Trierer Denkmäler in das öffentliche Interesse. Darunter befanden sich die Ausgrabungen des Amphitheaters, der Kaiser- und Barbarathermen sowie des Tempelbezirks im Altbachtal. Der Bau der Trierer Kanalisation 1899–1906 erlaubte eine genauere Erforschung des Stadtplans der antiken Metropole. Mit den Grabungen dieser Zeit sind die Namen bekannter Pioniere der Altertumsforschung verbunden, die am Provinzialmuseum tätig waren, darunter Felix Hettner, Hans Lehner, Wilhelm von Massow und Siegfried Loeschcke.
Die großflächigen Zerstörungen durch Bombenschäden haben in der Nachkriegszeit einige Flächen für die Archäologie zugänglich gemacht, die zuvor überbaut waren, so im Dom und der Palastaula. Der verkehrsgerechte Ausbau der Trierer Innenstadt seit den 1960er Jahren und weitere Großprojekte führten bei gleichbleibender finanzieller und personeller Ausstattung zur Stagnation der wissenschaftlichen Aufarbeitung. Zum 2000-jährigen Jubiläum der Stadt 1984 erschienen zwei Sonderbände zur Gründung von Augusta Treverorum und zur spätantiken Kaiserresidenz. Als Folge der gesteigerten Aufmerksamkeit konnte in den Jahren 1984–1991 eine Erweiterung des Landesmuseums realisiert werden. Gleichzeitig war das Museum aber durch große Flächengrabungen (Viehmarkt 1986/87, Großgrabung St. Maximin 1978–1994) ausgelastet. Oft mussten die üblichen Grabungen durch baubegleitende Untersuchungen ersetzt werden, obwohl tiefgreifende Baumaßnahmen wie der Bau der Tiefgarage am Kaufhaus Horten und hinter der Kreisverwaltung im Palastgarten schnelle Ausschachtungen großer innenstädtischer Flächen bis unter die römischen befundtragenden Schichten mit sich brachten. Die zuvor jährliche Fundchronik in der Trierer Zeitschrift brach zwischen 1964 und 1998 für das Stadtgebiet ab, wichtige Veröffentlichungen der Grabungsergebnisse und der Sammlungsbestände unterblieben. Erst seit 1997 kann das Museum dank erhöhter Landes- und Drittmittel die regelmäßige Publikation der Ergebnisse sicherstellen. Um genügend Vorlaufzeit für Ausgrabungen zu erhalten, werden seit 1998 vermehrt Investorenverträge mit den Bauherren abgeschlossen, die einerseits genügend Zeit für wissenschaftliche Untersuchungen, andererseits verbindliche Fristen zur Freigabe des Baugrundes garantieren.